# La Vierge aux rochers
Vous lisez un « article de qualité » labellisé en 2019.  Il fait partie d'un « thème de qualité ».
La Vierge aux rochers (italien : Vergine delle rocce), parfois nommé La Vierge, l'enfant Jésus, saint Jean-Baptiste et un ange, désigne indistinctement les deux versions d'un tableau peint par Léonard de Vinci et destiné à occuper la partie centrale du retable de l'Immaculée Conception, aujourd'hui disparu.
La première version — actuellement conservée au musée du Louvre à Paris — est créée entre 1483 et 1486 et se voit refusée par le commanditaire de l'œuvre ; la seconde, peinte en deux temps, entre 1491 et 1499, puis entre 1506 et 1508, est effectivement exposée dans le retable avant de rejoindre, à la fin du XIXe siècle, la National Gallery de Londres où elle se trouve toujours. 
S'il est avéré que le tableau conservé au Louvre est de la main de Léonard de Vinci, l'attribution de celui de Londres est contestée : il pourrait notamment avoir été réalisé par Giovanni Ambrogio de Predis, sous la direction de Léonard. Les deux tableaux sont essentiellement semblables dans leur conception générale, mais diffèrent par certains détails de composition et par leur technique d'exécution.
L’œuvre narre la rencontre entre Marie, l'enfant Jésus et saint Jean le Baptiste dans le havre d'une caverne lors de l'épisode de la fuite en Égypte de la Sainte Famille, au moment du massacre des Innocents. En outre, elle met en scène un personnage d'ange — sans doute Uriel — qui est traditionnellement associé avec Jean. La Vierge aux rochers, qui célèbre les mystères de l'Immaculée Conception et de l'Incarnation, se distingue par son contenu symbolique complexe.
Son commanditaire est la confrérie laïque milanaise de l'Immaculée Conception procédant de l'ordre des franciscains : le tableau a été commandé pour occuper le centre d'un retable destiné à la décoration d'une chapelle récemment construite au sein de l'église Saint-François-Majeur de Milan. Le cheminement historique des tableaux n'est pas connu de manière précise, mais selon les hypothèses les plus courantes, la première version aurait été vendue par Léonard de Vinci à Ludovic le More pour aboutir, par un jeu de dons, dans les collections du roi de France ; quant à la seconde version, exposée à Saint-François-Majeur jusqu'à la fin du XVIIIe siècle, elle aurait été cédée par un acheteur anglais à la National Gallery.
La composition s'est trouvée au centre d'un conflit juridique entre le peintre et ses commanditaires pendant près de vingt-cinq ans : la première version aurait été rejetée par la confrérie pour son caractère jugé hétérodoxe, car Léonard de Vinci y aurait exagérément mis en avant la figure de Jean le Baptiste au détriment de celle du Christ, suivant la lecture d'un ouvrage gnostique du Nouveau Testament. Pour cette raison, le peintre aurait alors dû procéder à la création d'une seconde version plus conforme à la lecture canonique des Saintes Écritures, dans laquelle le Christ tient la place centrale.
Dans cette œuvre, l'artiste déploie toute l'originalité et la maîtrise de son talent : la composition, le traitement de la lumière et le soin apporté à une parfaite reproduction de la nature font que La Vierge aux rochers est unanimement reconnue comme révolutionnaire. De fait, l'iconographie, résolument nouvelle, connaît immédiatement un succès immense, attesté par le grand nombre de copies contemporaines du tableau.

## L'œuvre

### Sujet
La Vierge aux rochers présente un épisode apocryphe de la tradition chrétienne issu du Protévangile de Jacques qui narre la rencontre de Jésus de Nazareth et Jean le Baptiste alors qu'ils sont bébés, : le roi Hérode ordonnant le meurtre de tous les enfants de moins de deux ans lors de ce qui sera appelé le « massacre des Innocents », la Sainte Famille fuit en Égypte ; en chemin, la famille rencontre Élisabeth, cousine de Marie, accompagnée de son fils Jean. Selon le texte, ce contact a lieu dans le désert, contrairement à la mise en scène du tableau, : il est possible que Léonard de Vinci s'inspire d'une tradition médiévale pour justifier le havre caverneux dans lequel les personnages sont réfugiés, à moins qu'il ne s'agisse, pour un peintre qui ne connaît pas le désert, de la représentation la plus pertinente pour représenter l'isolement et le manque d'hospitalité des lieux. En outre, le tableau présente Uriel également évoqué dans le Protévangile de Jacques : cet archange y joue en effet un rôle dans le sauvetage de Jean ; dès lors, les deux personnages deviennent traditionnellement liés.

### Description

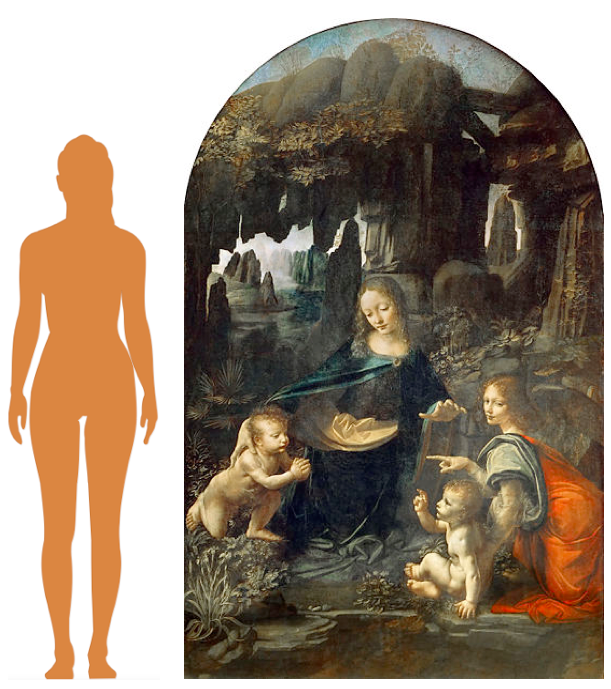
Comparaison indicative de tailles entre une femme de stature moyenne (165 cm) et la version du Louvre.

À l'origine les deux tableaux étaient portés sur un support identique, des panneaux de bois,. Néanmoins, la version du Louvre subit une transposition sur toile au début du XIXe siècle. Tous deux utilisent le même procédé : de la peinture à l'huile,. Ils sont à base rectangulaire avec un bord supérieur en forme d'arche. Leurs dimensions, très proches, sont respectivement de 199 × 122 cm et 189,5 × 120 cm.
Les œuvres sont très similaires dans les sujets et décors représentés. Ils mettent en scène un groupe de quatre personnages figurés en pied. Une femme identifiée avec la Vierge Marie est située au centre de la composition — ce qui l'établit comme personnage principal de l'œuvre. Elle est agenouillée et fait face au spectateur. Sa main droite est posée sur l'épaule d'un très jeune enfant, Jean le Baptiste, vu de profil, en prière et agenouillé. Son visage, encadré de longs cheveux bouclés, est incliné vers l'enfant. Sa main gauche est étendue au-dessus d'un autre bébé vu de profil et assis : Jésus. Celui-ci fait un signe de bénédiction de la main droite en direction de Jean. Derrière et à la droite de Jésus, se tient un personnage ailé — identifié avec l'archange Uriel —, également agenouillé, en léger contrapposto, vu de dos et le visage tourné en direction du spectateur,,.
Au premier plan, le sol rocheux semble s'arrêter brusquement comme si un gouffre s’ouvrait devant le groupe. Autour, se déploie un paysage caverneux au sein duquel pousse une flore riche et variée. En arrière-plan, la caverne présente deux galeries : celle de gauche s'ouvre sur une étendue d'eau au pied de montagnes embrumées ; celle de droite ne laisse voir qu'une éminence rocheuse.
Parmi les différences les plus importantes entre les deux tableaux, il est possible de relever deux éléments : d'une part, le geste de l'ange désignant saint Jean de la main droite, geste présent seulement dans la version du Louvre (et participant d'une « extraordinaire chorégraphie des mains » selon Charles Nicholl) ; d'autre part, les attributs — auréoles et lance en forme de croix — portés par la femme et les bébés, visibles seulement dans la version de la National Gallery,.

## Historique de l'œuvre

### Attribution
L'attribution de la version du Louvre à Léonard de Vinci fait l'objet d'un large consensus parmi la communauté scientifique et ne pose guère de difficultés, tant la documentation contemporaine de sa création, comme le contrat de commande, est abondante,. L'analyse stylistique de l'œuvre confirme tout à fait cette attribution : la coloration florentine des débuts du peintre à Milan dans le traitement des figures est ainsi un élément déterminant,,, ; de même la précision scientifique dans le rendu de la botanique et la géologie qui se déploient dans le tableau est, selon la géologue et historienne de l'art de la Renaissance Ann Pizzorusso, tout à fait propre à Léonard de Vinci.
Quant à la version de la National Gallery, son attribution suscite encore des débats au sein de la communauté scientifique : si la maîtrise d'œuvre serait bien de Léonard de Vinci, il en aurait délégué tout ou partie de la réalisation à des assistants. Mais il est très difficile d'en déterminer la proportion. Il est un fait que le tableau correspond à l'évolution stylistique du peintre, ce qui le rattacherait à une période plus tardive de sa carrière. Une majorité de chercheurs considèrent ainsi qu'il serait de la main de Léonard de Vinci assisté de Giovanni Ambrogio de Predis, ou des membres de son atelier,, et notamment Marco d'Oggiono et Giovanni Antonio Boltraffio. Quelques éléments de consensus se dégagent : l'esquisse au pinceau puis une première sous-couche pourraient être attribuées à Léonard comme en témoignent les marques de doigts encore visibles, ce qui correspond à sa manière de travailler ; une seconde couche aurait procédé de Giovanni Ambrogio de Predis. Il semble que tout au long de ce processus de délégation, Léonard de Vinci se soit réservé la possibilité d'intervenir sur des parties voire de les modifier du tout au tout : ainsi, le visage et la chevelure de la Vierge seraient de sa main, assisté par son élève Antonio Boltraffio ; enfin, les avis s'accordent pour refuser la réalisation de la végétation et des rochers au maître, l'ensemble étant considéré trop grossier et ne correspondant pas à ses qualités de peintre. Pietro Marani les attribue, ainsi que les corps des enfants, à Marco d'Oggiono, autre assistant régulier du maître. Finalement, les imprécisions voire les erreurs manifestes sur ces derniers éléments conduisent certains chercheurs telle Ann Pizzorusso à refuser l'attribution de la version londonienne à Léonard de Vinci.

### Titre
Le tableau ne porte originellement pas de titre précis comme c'est le cas pour toute œuvre antérieure au XIXe siècle ; il est alors nommé selon sa description : « Nostra Donna » (« Notre Dame ») dans une lettre de Léonard de Vinci et Giovanni Ambrogio de Predis à Ludovic le More datant des environs de 1491 ou, en 1506, « Imago gloriosissime Virginis Marinis Marie cum filio e Sancto Ioanne Baptista » (« Image glorieuse de la Vierge Marie avec le Fils et saint Jean le Baptiste »).
Le titre donné en français de La Vierge aux rochers est récent puisqu'il n'apparaît qu'en 1830 dans le catalogue du musée du Louvre,. Ce titre cohabite parfois avec sa version descriptive de « La Vierge, l'enfant Jésus, saint Jean-Baptiste et un ange » comme l'indique l'Institut national d'histoire de l'art ou l'historien de l'art Frank Zöllner. À cet exemple, le titre correspondant au français La Vierge aux rochers s'est imposé dans toutes les langues, notamment en anglais, langue de la National Gallery, institution propriétaire de la seconde version de l'œuvre et il cohabite également avec sa description, comme il est possible de le voir dans le cartel internet de l'œuvre : « La Vierge avec l'enfant saint Jean le Baptiste adorant le Christ enfant accompagné par un ange ».

### Le commanditaire

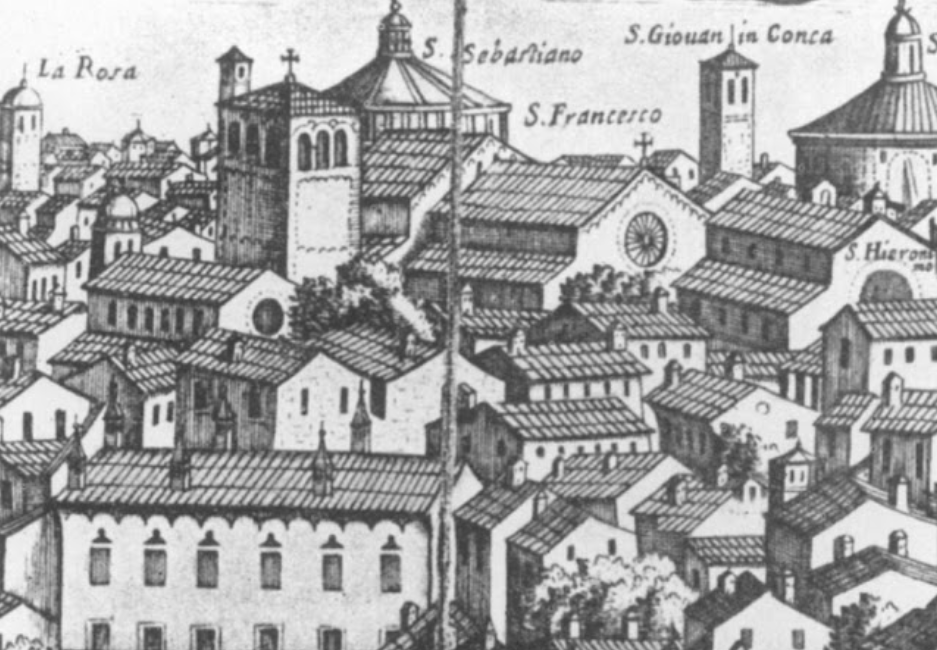
Vue aérienne datant de 1640 de l'église Saint-François-Majeur qui abrite alors le retable de la Vierge aux rochers.

Le commanditaire de l'œuvre est parfaitement identifié : il s'agit de la confrérie de l'Immaculée Conception, une confrérie laïque milanaise se rattachant à l'église Saint-François-Majeur (en italien : San Fransesco Grande),,. Comme le nom du bâtiment l'indique, elle procède de l'ordre des franciscains, ordre fondé en 1210 par Saint François d'Assise. Quelques années avant la création de La Vierge aux rochers, une chapelle consacrée à la Vierge Marie et en particulier à l'Immaculée Conception a été créée en son sein,.
Le choix de représenter Saint Jean Baptiste procéderait du commanditaire, même si le contrat du 25 avril 1483 n'en fait pas explicitement mention : il ne serait pas en effet de la seule initiative de Léonard de Vinci mais émanerait plutôt d'une demande orale de la confrérie. Cette représentation s'explique par le lien très fort que l'ordre franciscain établit entre son fondateur et Jean Baptiste : ce dernier est en effet vu par les membres de l'ordre comme le « vieux François » et est confondu avec le fondateur de l'ordre, le prénom de baptême de saint François d'Assise étant Giovanni.
La représentation de la Vierge Marie était quant à elle expressément indiquée sur le contrat de commande. Ce choix correspond à une volonté du commanditaire de s'inscrire sous sa protection : en témoigne le geste protecteur de sa main posée sur le dos du petit Jean Baptiste. Or par ce geste, c'est l'ordre des franciscains qui est placé sous son égide et, par ricochet, la confrérie elle-même. C'est ce que souligne en définitive le geste de l'Ange pointant du doigt le même Jean Baptiste.

### Contexte de création

#### Contexte dans la vie de Léonard de Vinci
Quatre années avant la création de La Vierge aux rochers, Léonard de Vinci a quitté l'atelier de son maître, Verrocchio, chez qui il travaillait depuis 1469 et qui, comme le rapporte l'historien de l'art et biographe Giorgio Vasari, se serait arrêté de peindre, considérant que son élève le surpassait. Puis, demeurant à Florence, il a établi son atelier où il a reçu d'importantes commandes et a bénéficié de l'appui de Laurent le Magnifique : ainsi a-t-il déjà peint des tableaux comme L'Annonciation (vers 1472 – 1475) ou L'Adoration des mages (inachevé, vers 1481).
En 1482, il quitte Florence pour rejoindre la cour de Milan : certainement trouve-t-il l'atmosphère autour de celui qui veut faire de sa cité l'« Athènes de l'Italie » plus propice à la création artistique bien qu'il vienne surtout sur la promesse d'y déployer ses talents d'ingénieur et de musicien. De fait, on ne sait pas s'il s'y rend en tant qu'envoyé de Laurent le magnifique ou en tant qu'invité de Ludovic Sforza dit le More. Quoi qu'il en soit, il semble que les parties contractantes de la création de La Vierge aux rochers se soient connues par l'intermédiaire de ce dernier. Le tableau constitue donc la première commande qu'il reçoit après son installation dans la ville.
Au moment de la création de La Vierge aux rochers en 1483, Léonard de Vinci a un peu plus de trente ans. Si les frères de Predis, qui travaillent avec lui sur le retable, peuvent être considérés comme des artistes à réputation locale, la renommée de Léonard de Vinci rayonne déjà dans toute l'Italie : c'est ainsi qu'il est le seul à porter le titre de « maître » dans le contrat de La Vierge aux rochers,,,,. Malgré cette reconnaissance, Léonard de Vinci n'est pas suffisamment installé à Milan et n'a pas encore les relations lui permettant de recevoir commande pour vivre de son art. La relation puis la collaboration est doublement gagnante pour les deux artistes : Ambrogio de Predis permet à Léonard de Vinci de se faire connaître de l'aristocratie locale grâce à son entregent et Léonard de Vinci apporte son expérience artistique.

L'Annonciation (vers 1472 – 1475, Florence, Galerie des Offices).
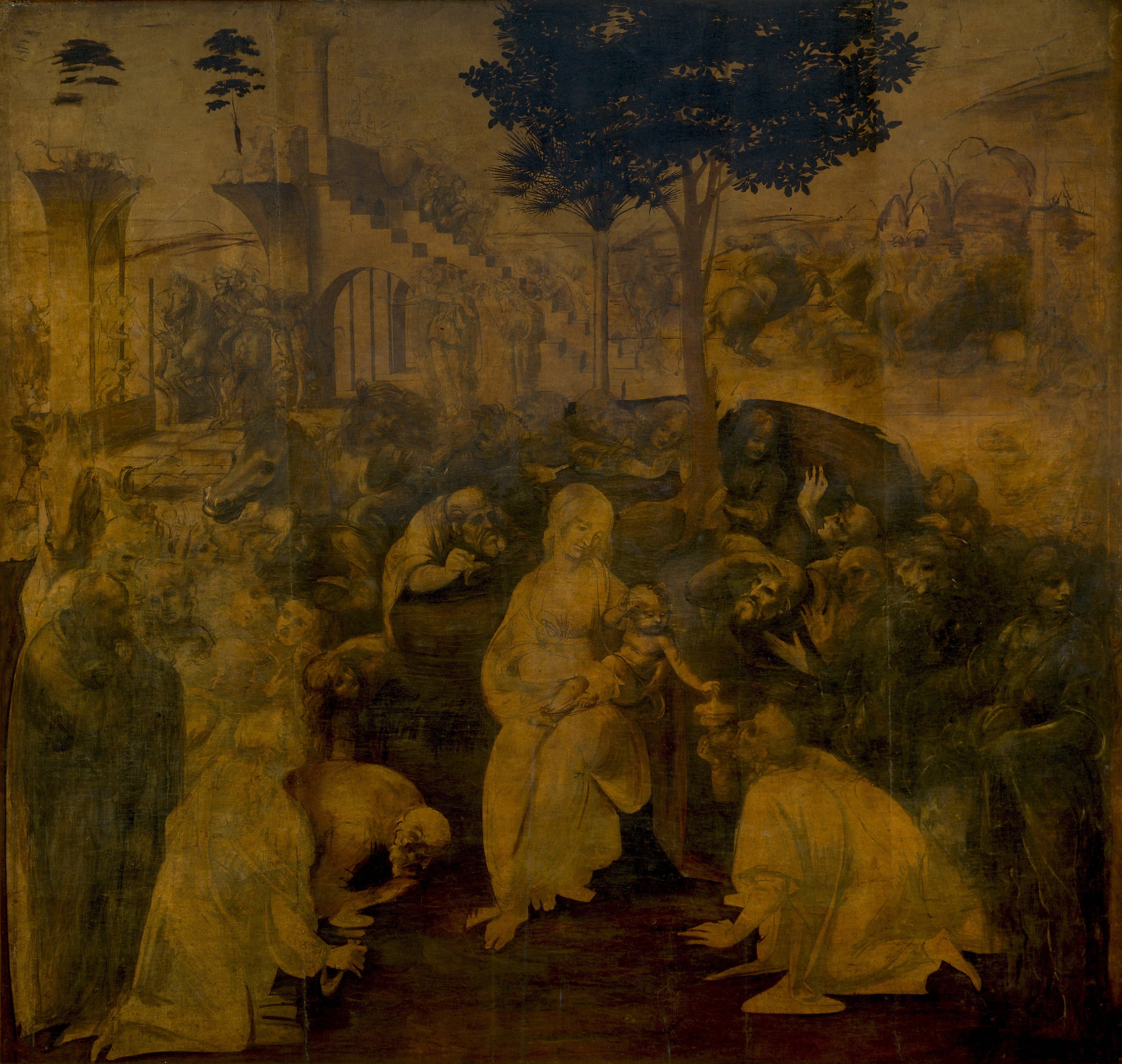
L'Adoration des mages (tableau inachevé, vers 1481, Florence, Galerie des Offices).

#### Repères chronologiques dans la création de l'œuvre
Les conditions de la commande sont connues car bien documentées. Néanmoins, malgré la richesse des documents en possession des historiens de l'art, de larges zones d'ombre demeurent sur les aléas que subissent les œuvres durant et après leur création.
La création de La Vierge aux rochers s'inscrit dans le cadre de la décoration d'une chapelle récemment construite. En effet, en 1475, le maître local de l'ordre des franciscains prêchant à Saint-François propose de créer une chapelle au sein de l'église Saint-François-Majeur (en italien : San Fransesco Grande). Parallèlement, il fonde une confrérie (italien : scola) laïque, ouverte à tous ceux qui souhaiteraient dédier leurs prières à l'Immaculée Conception. La chapelle bâtie, la confrérie passe commande de fresques le 8 mai 1479 afin d'en décorer la voûte. L'année suivante, un retable de grandes dimensions comprenant en particulier la sculpture d'une Madone est commandée au sculpteur sur bois Giacomo del Maino. Le retable est achevé le 7 août 1482 et la sculpture de la Madone l'est au plus tard le 22 novembre de la même année,.
Ce n'est qu'au moment de l'achèvement de ce retable que commande est passée auprès de peintres pour créer les peintures destinées à l'orner. Un contrat est signé devant notaire le 25 avril 1483 entre la confrérie d'une part et, d'autre part, Léonard de Vinci et deux portraitistes et miniaturistes, les frères Evangelis et Giovanni Ambrogio de Predis,. Dès le 1er mai 1483, ils reçoivent cent lires en guise d'acompte,. Le reste du paiement est constitué d'un versement mensuel de quarante lires dont le premier a lieu en juillet 1483.
La date contractuelle d'échéance de livraison est l'objet de discussions entre les chercheurs car si le contrat indique une échéance au « 8 décembre » — correspondant à la fête de l'Immaculée Conception —, il n'en précise pas l'année : la plupart des historiens de l'art soutiennent qu'il s'agit de l'année du contrat, soit 1483,. Néanmoins, Frank Zöllner, rappelant les vingt-quatre à trente mois qui avaient été estimés nécessaires pour la réalisation de l’Adoration des mages quelques années auparavant, considère que ces sept mois constituent un délai insuffisant pour une réalisation d'une telle ampleur ; de plus, « les modalités de paiement des différents versements induisent […] une période de réalisation d'environ 20 mois » : il est donc possible de repousser cette échéance d'une année pour décembre 1484. De fait, le tableau aurait été effectivement totalement achevé début 1485, voire en 1486,,.
À partir de ce moment, les documents deviennent plus lacunaires et les dates, plus incertaines : on ne trouve guère qu'une lettre datable d'entre 1491 et 1494 dans laquelle les peintres demandent intercession auprès de Ludovic le More pour obtenir un complément de salaire. Sans succès, semble-t-il car il paraîtrait que le tableau soit vendu à un tiers durant cette même période : l'hypothèse majoritaire et la plus ancienne est qu'il est alors acheté par Ludovic le More à l'occasion du mariage qui a lieu en 1494 entre sa nièce Blanche-Marie Sforza et l'empereur Maximilien Ier,.
Les commanditaires n'ayant pas reçu l'objet de leur commande, la seconde version du tableau (celle qui est actuellement exposée à Londres) semble être entamée dans cette même décennie : entre 1491 et 1499 selon le propriétaire actuel, la National Gallery,, entre 1493 et 1495 pour Sara Taglialagamba, 1493 et 1499 pour Charles Nicholl et voire à partir de 1495 selon Séverine Laborie. Quoi qu'il en soit, cette seconde version semble encore demeurer à l'état d'ébauche en 1499 au moment où Léonard de Vinci quitte Milan pour Venise. En 1503, bien que toujours inachevée, cette seconde version serait exposée dans la chapelle de l'église Saint-François-Majeur. Les 3 et 9 mars de cette même année, les artistes déposent une nouvelle requête, adressée au roi de France cette fois, demandant de nouveau un complément de salaire. Néanmoins, le 27 avril 1506, des arbitres mandatés par la confrérie constatent que l’œuvre n'est pas finie et donnent deux ans aux artistes pour achever leur travail. Cette échéance est respectée puisque, le 23 octobre 1508, ces derniers peuvent enfin signer un certificat de fin de travaux et recevoir un paiement final,,. Cette seconde version de La Vierge aux rochers demeure exposée à San Francesco Grande jusqu'à la fin du XVIIIe siècle, lorsqu'elle est vendue et apportée en Angleterre,,. Quelques années plus tard, en 1806, l'église San Francesco Grande jugée vétuste et dangereuse est détruite et la caserne Garibaldi est érigée à son emplacement.

### Le contrat
- Figures en bas-relief[39],[52].
- Structure de soutien du retable[39].

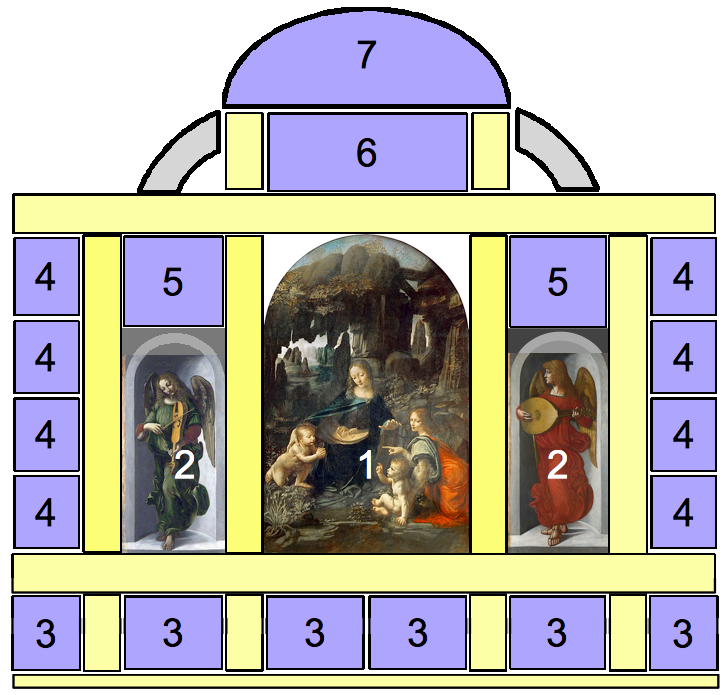
Schéma du retable selon les hypothèses de Carlo Pedretti, de Malaguzzi-Valeri, Frank Zöllner et Gerolamo Biscaro, d'après le contrat de commande.
Figures en bas-relief,.
Structure de soutien du retable.
1) Panneau de La Vierge aux rochers
2) Panneaux latéraux représentant des anges musiciens
3) Scènes de la vie de la Vierge
4) Scènes de la vie de la Vierge
5) (Inconnus)
6) La Vierge avec une gloire d'anges,
7) Représentation de Dieu le Père avec une gloire de Séraphins,.

Le contrat, daté du 25 avril 1483, est signé à Milan devant le notaire Antonio di Capitani, juriste habituel de la confrérie depuis la fondation de cette dernière en 1475. Il s'agit d'un document, selon les chercheurs, d'accessibilité assez difficile : en effet, il est physiquement endommagé par une humidification importante de sa partie supérieure ; par ailleurs, il y est fait usage de latin et lombard, ce qui rend sa compréhension parfois incertaine ; de plus, le texte est construit de manière assez désordonnée ; enfin, beaucoup d'informations qu'il aurait dû contenir ne sont évoquées que de façon parcellaire voire tues car elles ont fait l'objet, selon toute vraisemblance, d'une entente orale préalable entre les parties,,.
Comme l'indique la mention permettant l'indexation du document parmi les minutes du cabinet du notaire, il établit la relation entre la confrérie milanaise de l'Immaculée Conception d'une part et, d'autre part, les artistes Léonard de Vinci et les frères Ambrogio et Evangelista de Predis.
La création de La Vierge aux rochers s'inscrit dans le cadre de la décoration d'une chapelle dédiée à l'Immaculée Conception au sein de l'église Saint-François-Majeur de Milan. En 1482, le sculpteur sur bois Giacomo del Maino (avant 1469 - 1503 ou 1505) livre un retable de grandes dimensions qui reste à décorer : l’intervention de Léonard de Vinci et des frères de Predis consiste ainsi en un travail de dorure et d'ornementation de ses parties sculptées et par la création de peintures sur les panneaux qu'il doit supporter,. La répartition des tâches entre les trois artistes ne fait l'objet d'aucune mention particulière dans le texte, mais les historiens de l'art s'accordent unanimement pour estimer que, en tant que « maître », Léonard a dû se charger du panneau principal du retable (le tableau de La Vierge aux rochers), qu'à Ambrogio, en tant que peintre de cour, a dû échoir la création des deux panneaux latéraux (les deux Anges musiciens) et qu'Evangelista, miniaturiste considéré par les chercheurs comme moins habile que ses deux collègues, a dû assumer le travail de décoration du cadre,,,.
L'aspect financier constitue une part importante du contenu du contrat. C'est ainsi que, d'une part, il détaille la valeur des matériaux devant être utilisés par les artistes : prix et lieu d'achat de l'or pour les dorures et usage de bleu outremer, notamment pour les vêtements de la Vierge. D'autre part, la rétribution des artistes y est précisée : somme qui leur est attribué au total (800 lires), valeur de l'acompte (100 lires), montant et durée des versements mensuels (40 lires jusqu'à fin décembre 1484). Enfin, promesse est faite aux peintres du paiement d'une cagnotte complémentaire à la fin des travaux. Ce dernier point constitue un élément fondamental de compréhension de l'historique de l'œuvre car cette somme est laissée à l'appréciation des membres de la confrérie, qui sont donc juges et partie dans l'affaire. Or le faible montant effectivement proposé aux artistes semble devoir expliquer le litige opposant par la suite les contractants et éclaire sur la vente de la première version de La Vierge aux rochers à un autre acheteur.
Le contrat prescrit comme date d'achèvement du travail la fête de l'Immaculée Conception, soit le 8 décembre. Néanmoins, l'année n'est pas précisée, ce qui autorise à émettre deux hypothèses : 1483 — soit après seulement 7 mois de travail — pour Gerolamo Biscaro ou Charles Nicholl, ou 1484 — soit après 19 mois de travail — pour Frank Zöllner.
Le contrat est très précis sur les aspects techniques de la création. Ainsi les dimensions des panneaux sont strictes puisque ces derniers doivent s'insérer au sein d'un meuble déjà construit, d'où les dimensions quasi-similaires des deux versions de La Vierge aux rochers. Il prescrit par le détail l'emploi de peinture à l'huile et de vernis, de couleurs particulières pour les vêtements et les carnations ainsi que l'usage et la localisation des matériaux précieux. Enfin, les commanditaires proscrivent de façon expresse l'usage de nouvelles techniques et les peintres s'engagent à garantir que l'œuvre serait en bon état pour les dix années suivantes.

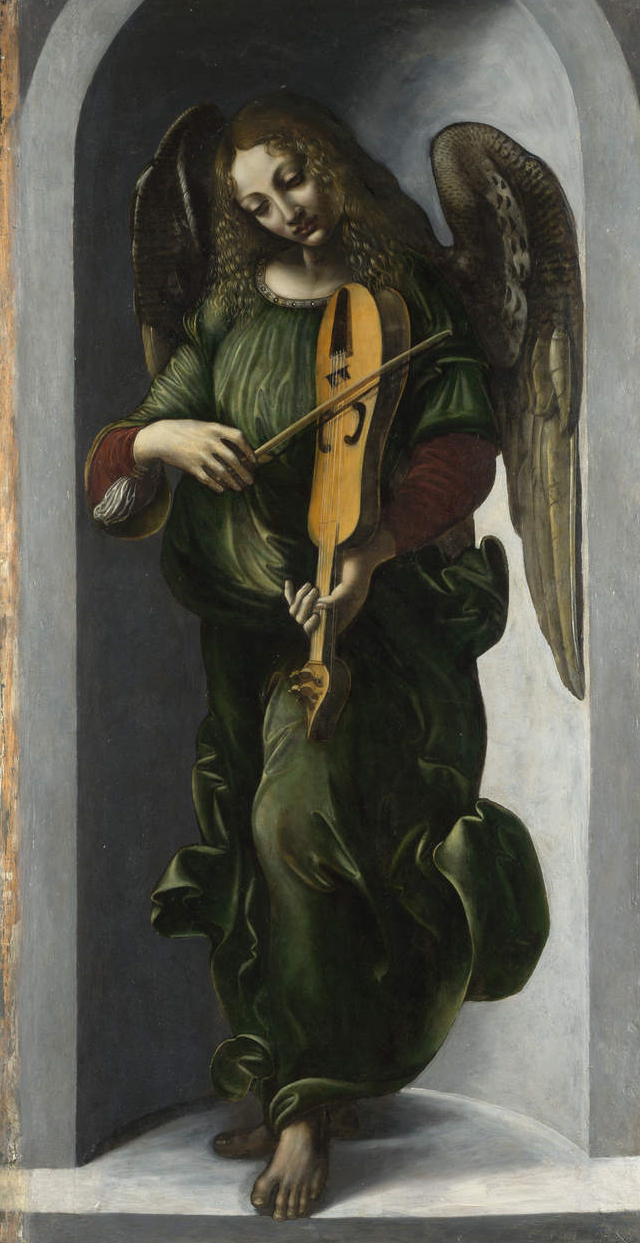
Ange musicien en vert jouant de la vièle (il s'agit en réalité d'une lira da braccio)[N 10], attribué à Francesco Napoletano (Entre 1490 et 1499)[3].
Ange musicien en rouge jouant du luth peint par Giovanni Ambrogio de Predis (Entre 1495 et 1499)[3].

Quant aux figures proprement dites, le contrat prescrit une représentation de la Vierge accompagnée de Jésus bébé (thème récurrent en peinture appelé « Vierge à l'Enfant ») et entourée d'un groupe d'anges et de deux prophètes. Si ces derniers ne sont pas identifiés, Gerolamo Biscaro propose comme hypothèse qu'un d'entre eux serait Isaïe : en effet, ce dernier est traditionnellement associé à la Vierge, puisque la lecture médiévale de la Bible le considère avoir annoncé la naissance du Christ : 

« C’est pourquoi le Seigneur lui-même vous donnera un signe,
Voici, la jeune fille deviendra enceinte, elle enfantera un fils. »

— Isaïe 7, 14,.
De fait, les chercheurs n'ont trouvé aucune mention écrite de saint Jean Baptiste. Sur ce point, l'historien de l'art Frank Zöllner pense néanmoins que cette figure — figure tutélaire de la confrérie — fait l'objet d'un accord oral avec le commanditaire. Enfin, le contrat prescrit la représentation de montagnes et de roches parmi lesquelles les personnages évolueront.

### Une commande non livrée
Finalement, malgré un achèvement en 1485, ou au plus tard en 1486, — soit quasiment pour la date prescrite par le contrat —, La Vierge aux rochers n'est pas livrée par Léonard de Vinci. En effet, l'œuvre devient dès cette époque le centre d'un conflit juridique destiné à durer près de vingt-cinq ans. 
La tradition considère que la confrérie l'aurait refusée car elle aurait été mécontente du non-respect des clauses du contrat,. En effet, l'écart est flagrant entre les demandes formulées dans ce dernier et la réalisation effective des peintres : dans La Vierge aux rochers, Léonard de Vinci représente un ange en lieu et place des deux prophètes demandés, de même qu'il ne porte aucune des couleurs prescrites sur les vêtements — en particulier, ceux de la Vierge ; pareillement, sur les panneaux latéraux Ambrogio de Predis ne figure que deux des quatre anges musiciens,. Les historiens de l'art avancent plusieurs raisons pour ce non-respect : la liberté artistique à laquelle serait attaché Léonard de Vinci mais aussi le fait que le peintre aurait commencé son travail avant même d'en avoir reçu la commande effective,. Pour autant, l'explication du mécontentement ne tient pas : de telles différences ne se révèlent pas exceptionnelles dans le cadre de telles réalisations ; par ailleurs, dans nul document, les membres de la confrérie ne s'en plaignent, pas plus qu'ils ne s'en servent comme argument juridique contre les artistes.
Il semble que le litige entre les parties relève du refus d'un contenu jugé hétérodoxe par les commanditaires. Plusieurs éléments tendraient à le confirmer : la lésine, d'abord, dont ils font rapidement preuve — à la fin du mois de décembre 1484, les artistes n'ont pas encore reçu la totalité des 800 lires promises mais 730 — montrerait en effet leurs hésitations quant à la réception de l'œuvre. Leur refus rapide malgré leur engagement contractuel de réévaluer une somme complémentaire en faveur des artistes le confirme : de fait, les artistes jugent les 25 ducats trop faibles car ceux-ci ne couvrent même pas les frais engagés pour l'achat des matériaux de décoration,,,. L'idée des artistes de vendre l'œuvre à un tiers a donc pu représenter de fait une menace implicite envers les commanditaires pour les obliger à payer les 100 ducats demandés. Dès lors, il est possible de considérer que la question financière aurait constitué un moyen de pression mutuel utilisé par les deux parties,. Pourtant cette vente a bien lieu dès 1491 et le fait qu'elle ne fasse l'objet d'aucune contestation de la part de la confrérie pourrait confirmer en creux son refus définitif de cette première version. Enfin, la création de la seconde version modifiant les éléments les plus équivoques de la première constituent un dernier argument convaincant : un point de vue plus resserré sur les protagonistes, la prééminence retrouvée de la figure du Christ, l'élimination du geste de la main de l'ange, l'abandon du sourire ambigu de ce dernier et l'ajout des attributs traditionnels de Jean comme la peau sont autant d'indices a posteriori pour les chercheurs,,.

### Devenir des deux œuvres

#### Version du Louvre

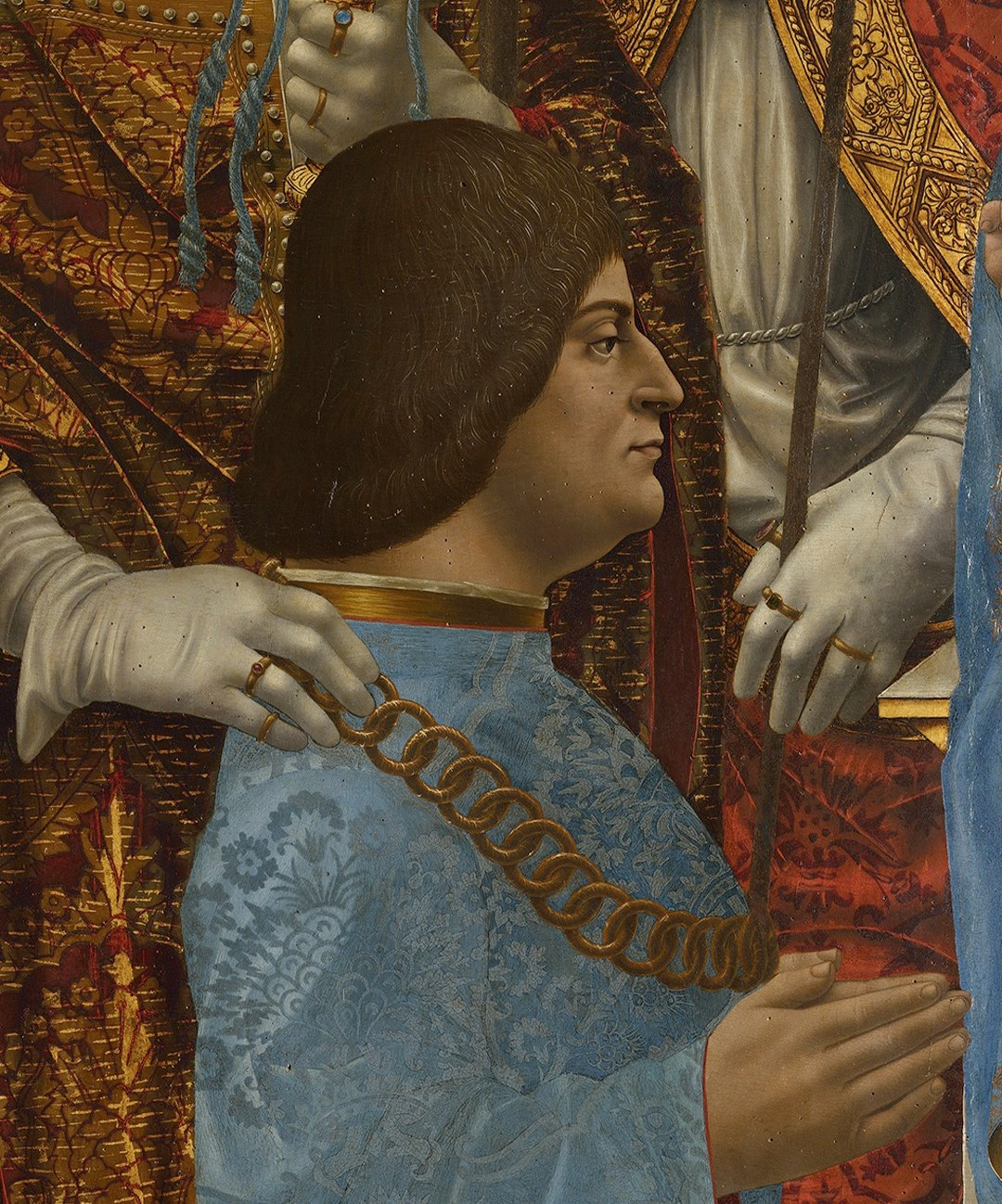
Portrait de Ludovic le More à l'époque où il pourrait avoir acquis le tableau (Détail du Madonna con il Bambino, i dottori della Chiesa e la famiglia di Ludovico il Moro, Maître de la Pala Sforzesca, 1494-1495, Milan, pinacothèque de Brera).

Le devenir de La Vierge aux rochers à partir du début des années 1490 fait l'objet d'hypothèses contradictoires : À qui Léonard de Vinci l'a-t-il vendu ? Quel a été le cheminement de l'œuvre pour parvenir dans les collections royales françaises ?
D'emblée, il semble exclu que Léonard de Vinci ait apporté le tableau avec lui dans la France de François Ier en 1516 comme il le fait avec La Joconde, aucun indice ou témoignage ne l'indiquant.
Selon l'hypothèse la plus couramment rapportée par la littérature scientifique, Léonard aurait vendu le tableau à Ludovic le More qui l'aurait offert comme cadeau à l'occasion du mariage entre sa nièce Blanche-Marie Sforza et l'empereur Maximilien Ier, à Innsbruck en 1494 : le biographe Antonio Billi, contemporain de Léonard de Vinci, rapporte ainsi que ce dernier a réalisé un retable pour le More à cette période, or le seul retable créé par l'artiste à Milan est précisément La Vierge aux rochers. Trente-cinq ans plus tard, le tableau aurait été offert à Éléonore de Habsbourg, petite-fille de Maximilien Ier, lors de son mariage avec François Ier en 1530.
Une deuxième hypothèse propose un achat ou une confiscation par Louis XII pendant les guerres d'Italie : soit début septembre 1499 lors de la deuxième guerre d'Italie lorsqu'il conquiert Milan ; soit vers 1500-1503 ; soit, enfin, en 1508 au cours de la quatrième guerre d'Italie.
Selon une dernière hypothèse, le tableau est confisqué par Charles II d'Amboise en 1508, à un moment où le maréchal de France entretient des rapports d'admiration avec le maître italien.
Il est avéré que le tableau appartient aux collections royales françaises dès le XVIe siècle comme tendrait ainsi à le montrer le fait que Maître Claude en dessine une reproduction inventoriée en 1517. Néanmoins, la première preuve de sa présence dans ces collections remonte à 1625 lorsque l'érudit et collectionneur d'art Cassiano dal Pozzo rapporte l'avoir observé au château de Fontainebleau, ; puis il est plus officiellement authentifié lorsqu'il est inventorié en 1627 dans les collections du roi de France.
Le tableau est, selon les observateurs, dans un état de conservation médiocre : il souffre d'une couche picturale très fine ; source de fragilité, il subit une transposition du bois sur une toile en 1806 ; il présente de nombreux repeints, notamment dans les rochers ; et la couche de vernis a, selon Frank Zöllner, « fortement jauni », ce qui rend « plus difficile la lisibilité du tableau ». De fait, ce sont notamment les parties sombres du paysage qui sont en mauvais état ; en revanche, les figures sont plus lisibles car mieux préservées.

#### Version de laNational Gallery
Quant à la seconde version de l'œuvre, celle-ci est exposée dans le retable auquel elle était destinée dès 1503, bien qu'elle soit inachevée. Elle se trouve alors dans la chapelle de l'Immaculée Conception de l'église Saint-François-Majeur. En 1576, la chapelle est démolie et le retable entier est déplacé dans l'église et subit concomitamment des modifications de structure. Il y demeure jusqu'en 1781. En effet, à cette date, la confrérie est dissoute et la confrérie Sainte Catherine de la roue hérite de tous ses biens, dont La Vierge aux rochers,. En 1785, le tableau est vendu au marchand d'art et peintre néo-classique écossais Gavin Hamilton qui la rapporte en Angleterre. Par la suite, après avoir appartenu aux collections de Lord Landsdown puis des comtes de Suffolk, la National Gallery en fait l'achat en 1880 pour la somme de 9 000 livres,,.
Le tableau est considéré en bon état de conservation par les conservateurs. Au cours de son expertise, l'historien de l'art Pietro Marani relève que deux trous de part et d'autre du cou de la Vierge ont subi un rebouchage au plâtre puis ont été recouverts d'une couche de peinture : ils pourraient ainsi constituer la trace des clous ayant permis de supporter un collier offert à la Confrérie par un particulier dès 1483 à la condition de l'exposer ainsi. Par ailleurs, il est envisagé que certains éléments de l'œuvre — les auréoles et la croix — seraient en fait des rajouts, postérieurs au XVIIe siècle : une copie réputée fidèle réalisée par le peintre Andrea Bianchi, dit « il Vespino », datée du premier quart du XVIIe siècle et exempt de ces symboles, tendrait ainsi à le prouver.
Le tableau bénéficie de plusieurs restaurations après son arrivée en Angleterre : une première peu de temps après son acquisition, à la suite de laquelle résulterait un amincissement de la couche de vernis. Une restauration plus poussée et un nettoyage que Pietro Marani qualifie volontiers de « brutal » ont ensuite lieu au cours des années 1948-1949 sous la direction d'Helmut Ruhemann. Enfin, la dernière restauration a lieu entre novembre et mai 2008 sous la direction de Larry Keith, restauration qui poursuit un but uniquement esthétique et prouve a contrario le bon état de conservation de l'œuvre,.

## Création

### Sources d'inspiration

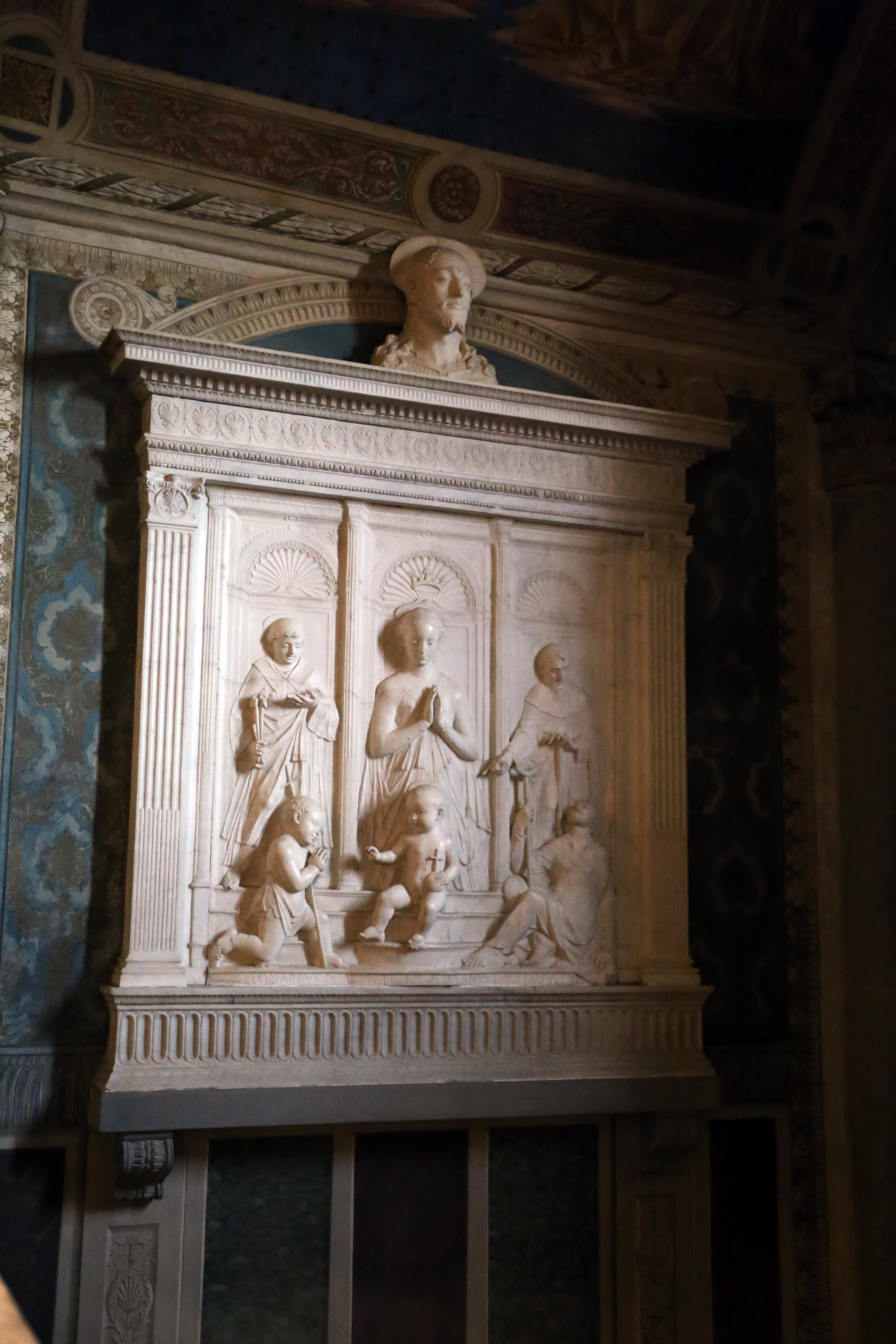
Mino da Fiesole, La Madone avec les saints Laurent et Rémy, l'Enfant Jésus et Jean Baptiste enfant, vers 1464-1466, Florence, Fiesole, Cathédrale de Fiesole, chapelle Saluati.
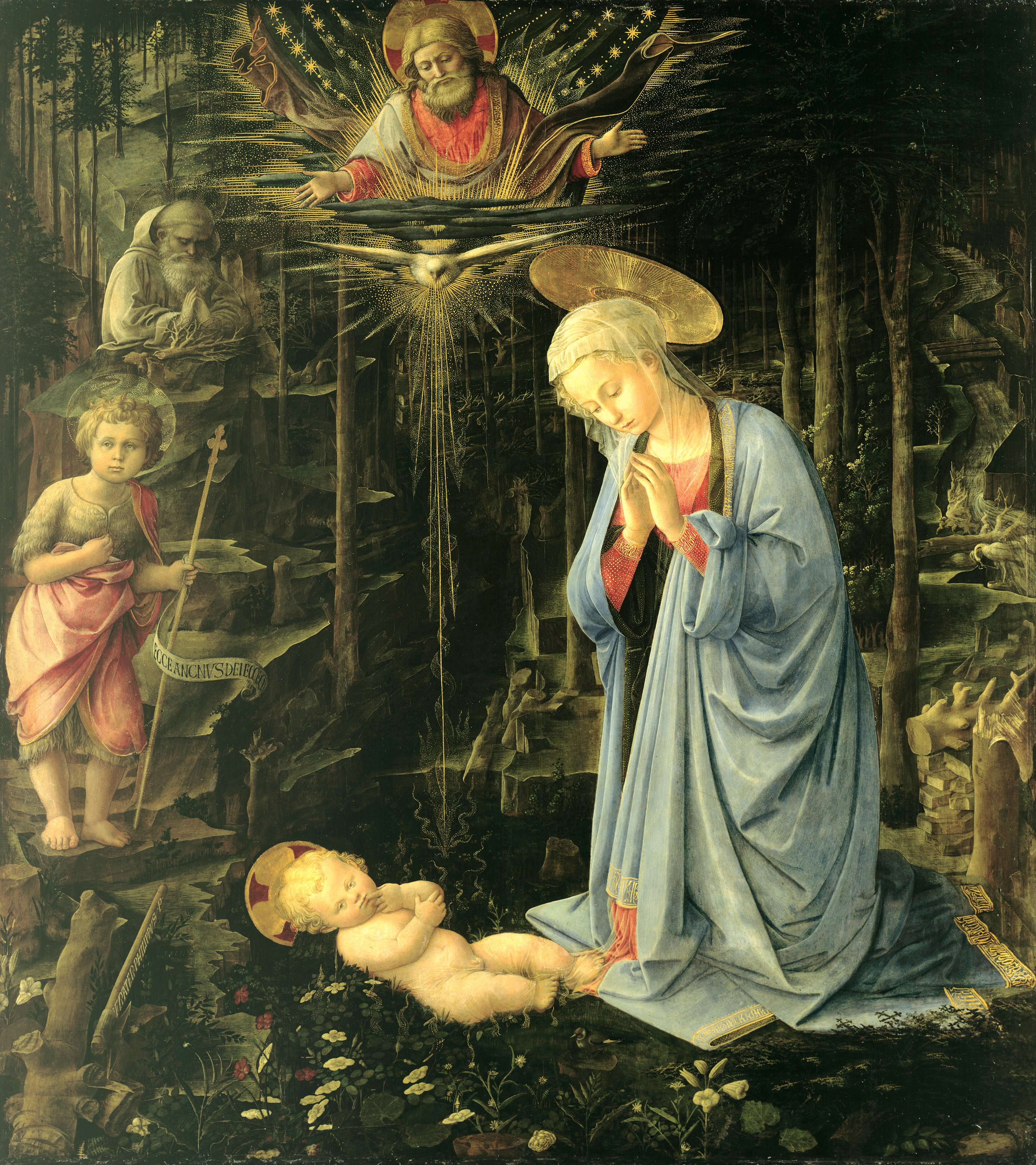
Fra Filippo Lippi, L'Adoration dans la forêt, v.1459, Berlin, Gemäldegalerie.
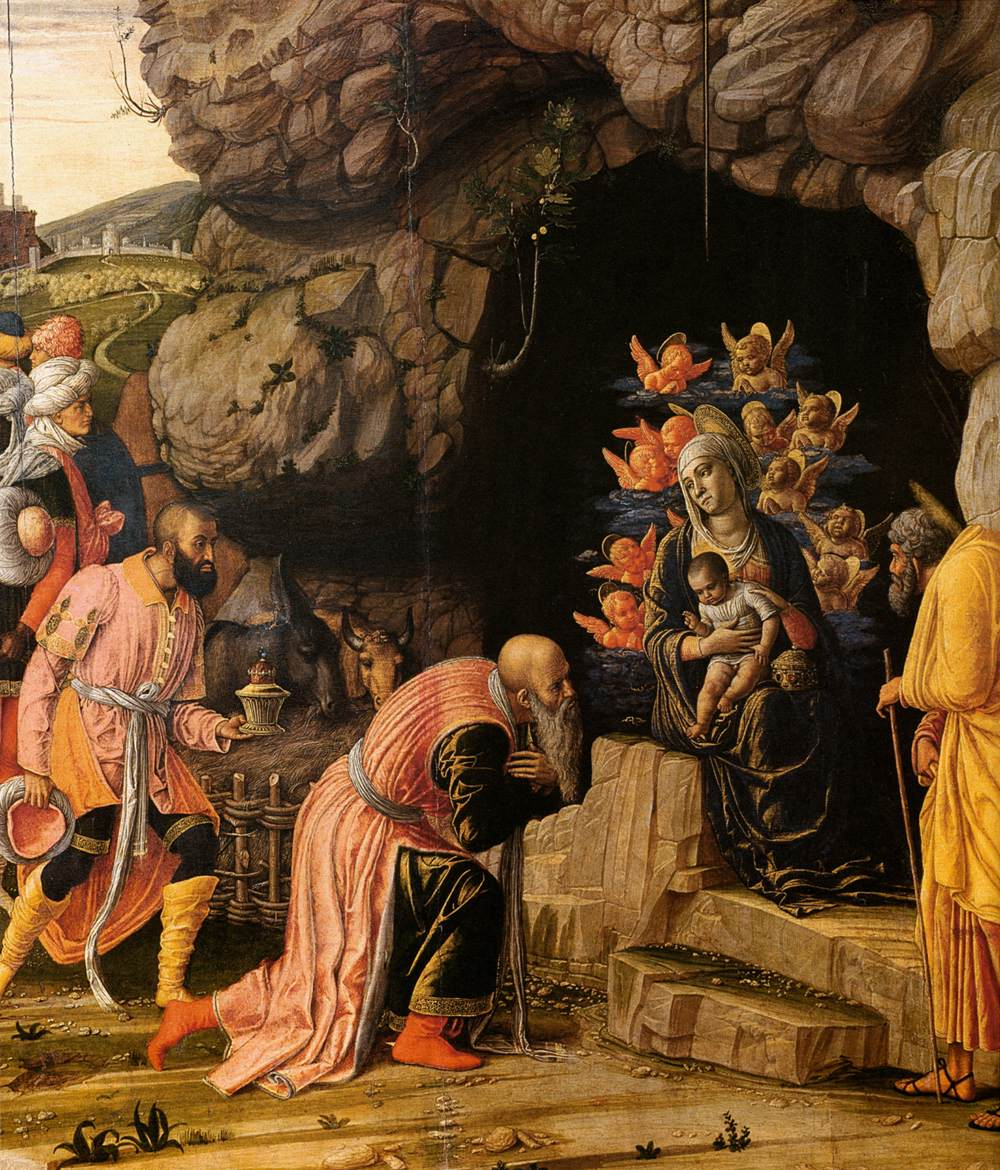
Andrea Mantegna, L'Adoration des Mages (détail), 1460, Florence, musée des Offices.

La première source d'inspiration pour Léonard de Vinci semble émaner de la lecture d'un ouvrage gnostique et mystique intitulé l'Apocalypsis Nova (conservé à la bibliothèque Ambrosienne à Milan). Son auteur, Amadeo Mendes da Silva (v.1420-1482), est un religieux portugais catholique, réformateur de l'ordre des franciscains et ayant exercé son ministère à Milan. Il s'agit d'un ouvrage dans lequel l'auteur affirme la primauté des figures de Marie et Jean-Baptiste dans le mystère de l'Immaculée Conception. Outre les parallèles entre les œuvres, les chercheurs s'appuient sur une note laissée par le peintre sur un de ses feuillets de travail pour considérer qu'il a bien eu ce manuscrit entre les mains. Cette lecture, enfin, pourrait lui avoir été conseillée par un membre de la confrérie, Amadeo Mendes da Silva ayant été proche des franciscains comme en témoigne son séjour dans le couvent milanais de l'ordre entre 1454 et 1457,.
Sur un plan formel, il semble que Léonard de Vinci ait créé la disposition entre Jésus et Jean Baptiste en s'inspirant d'un retable en marbre réalisé par le sculpteur Mino da Fiesole vers 1464-1466 dans la cathédrale de Fiesole à Florence. Quant au paysage rocheux, il pourrait s'inspirer à la fois du tableau L'Adoration dans la forêt de Fra Filippo Lippi (v.1459) et du panneau central d'un retable d'Andrea Mantegna, L'Adoration des Mages (1460), les deux peintres plaçant la Vierge au sein d'une grotte.

### Études et cartons

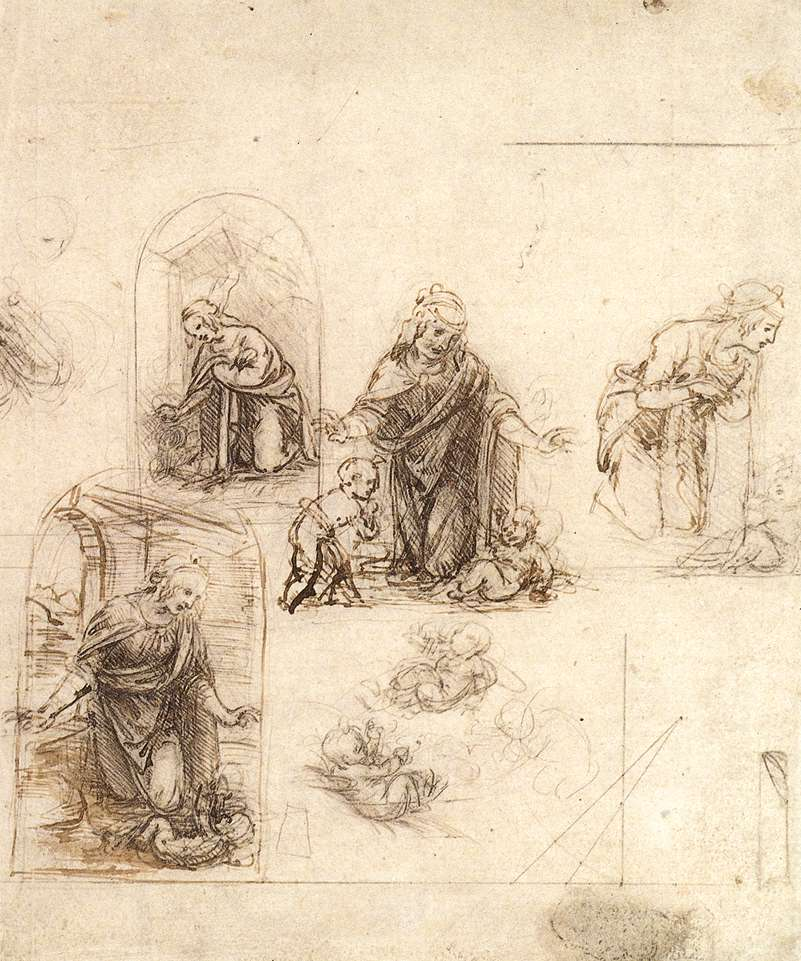
La disposition des personnages dans le tableau se retrouve dans le dessin du centre issu des Études pour une Madone adorant l'Enfant Jésus (Léonard de Vinci, vers 1482-1485, New York, Metropolitan Museum of Art, no d'inventaire 171421).

L'esprit de Léonard de Vinci est sans cesse en mouvement et ses œuvres s'alimentent souvent les unes des autres. Ainsi, sur le plan de la composition, le peintre utilise une disposition entre les personnages et le jeu des mains qu'il établit pour le projet de création d'une Madone adorant l'Enfant Jésus,.

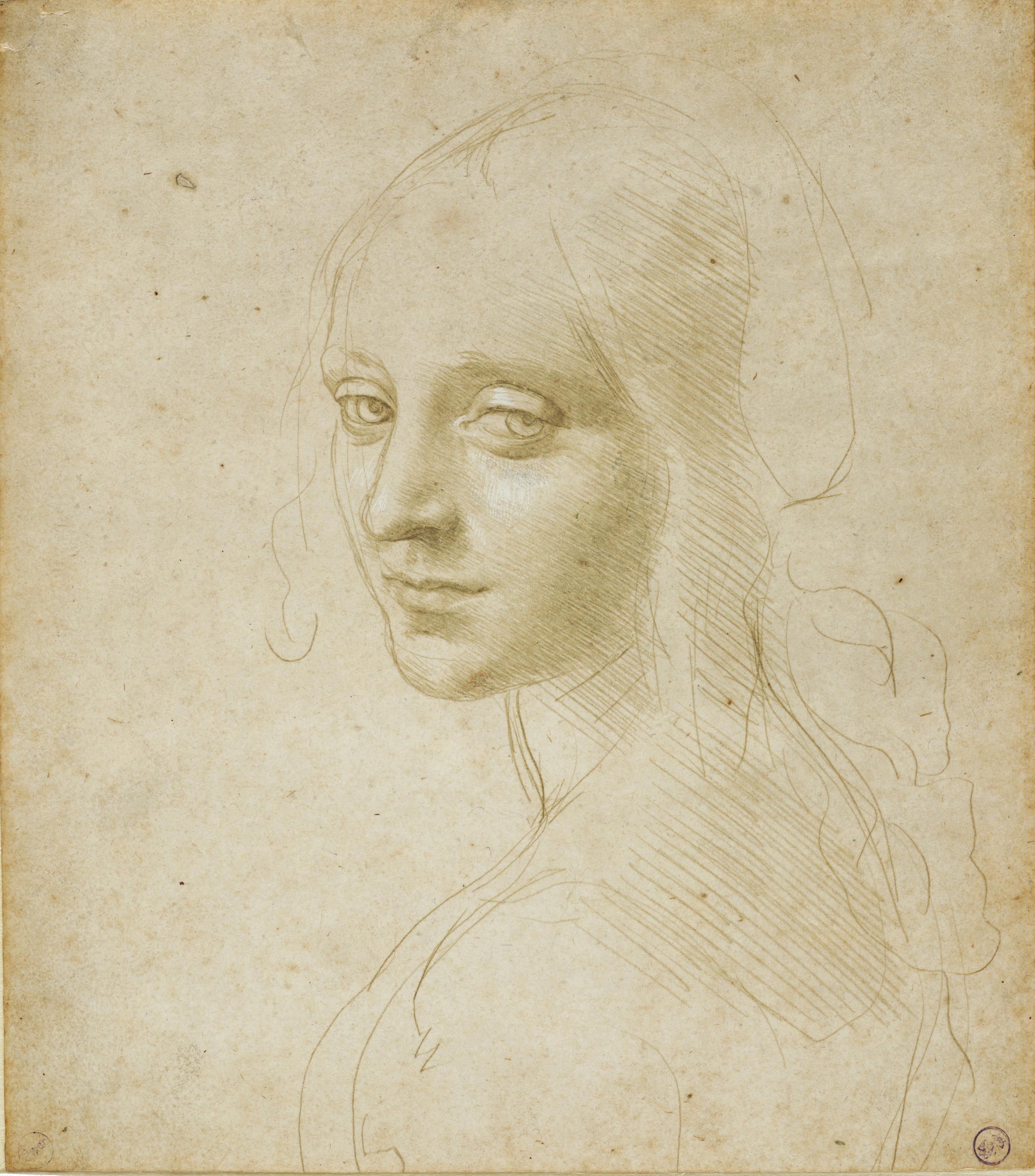
Étude pour la tête de l'ange Uriel, dite « Tête de jeune femme » (vers 1483, Turin, bibliothèque royale, inv. 15572 DC).
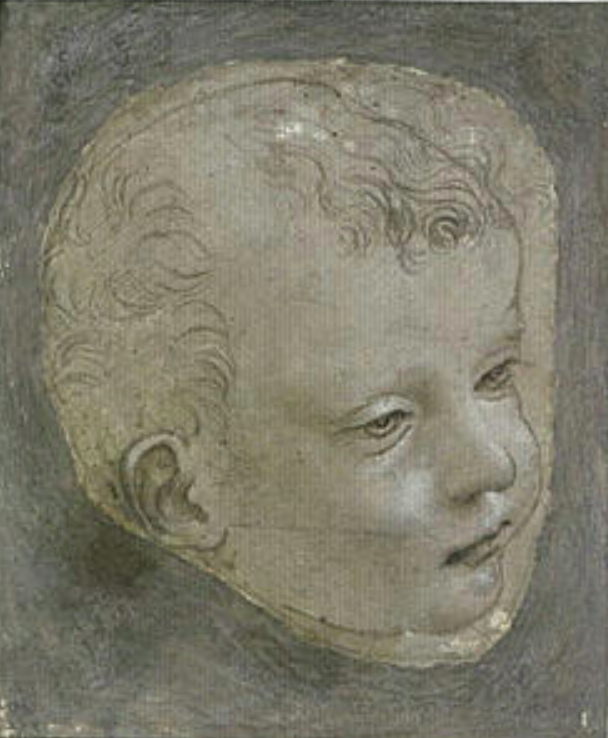
Une tête d'enfant de trois quarts à droite qui constitue une étude pour la tête de l'enfant saint Jean Baptiste (vers 1483, Paris, Louvre, département des arts graphiques, inv. 2347).
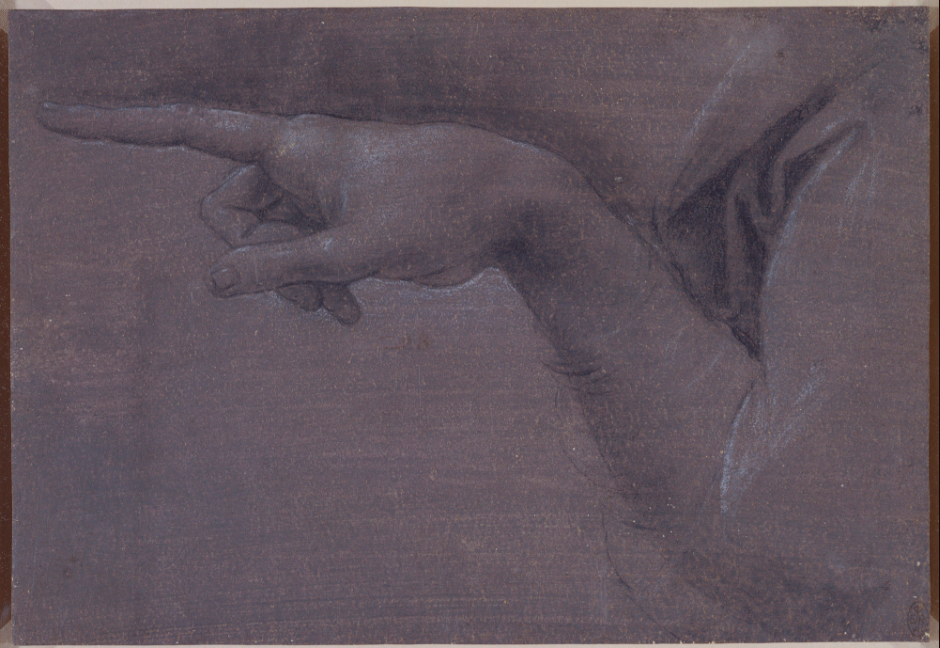
Étude pour la main de l'ange (dessin présumé de Léonard de Vinci, vers 1483 ou 1517-1520, château de Windsor, Royal Library, inv. RCIN 912520).

Seules trois études pour la version du Louvre nous sont parvenues : conservée à la bibliothèque royale de Turin et réalisée entre 1483 et 1485, se trouve une Tête de jeune femme, considérée comme une étude préparatoire à la tête de l'archange Uriel,. Une tête d'enfant de trois quarts à droite constituant une étude pour la tête de Jean Baptiste bébé est conservée au département des arts graphiques du musée du Louvre et datée vers 1482/1483. Elle est décrite par son propriétaire actuel comme « piqué pour le transfert » : il se peut donc qu'il s'agisse d'un carton pour la réalisation de l'œuvre aux dimensions de laquelle il correspond,,,. Enfin, une étude pour la main droite de l'ange est conservée au château de Windsor dans la Royal Library. Néanmoins, son attribution et sa datation sont discutées par les chercheurs : son propriétaire l'attribue à un suiveur de Léonard de Vinci et la date vers 1517-1520, tandis que Franck Zöllner et Johannes Nathan la datent vers 1483 et l'attribuent au peintre,.

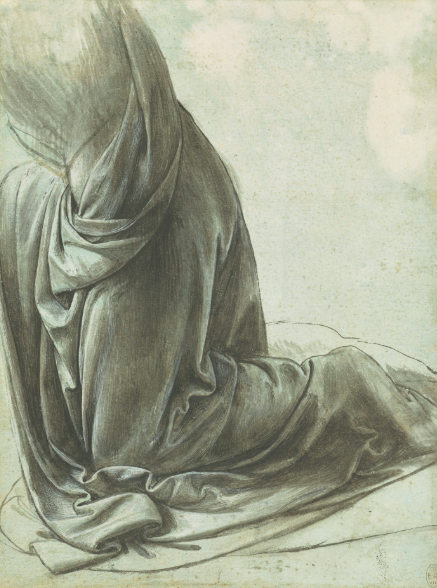
Étude de drapé pour l'ange agenouillé (vers 1508, Londres, château de Windsor, Royal Library, inv. RCIN 912521).

De la version de la National Gallery ne nous sont parvenus que très peu d'études. Ainsi les chercheurs n'en recensent avec certitude qu'une seule, un drapé au niveau de la jambe pour l'ange Uriel datant de 1508 et conservée au château de Windsor dans la Royal Library,,.

### Processus de création
| Image externe | |
|               | Représentation des tracés initiaux, retrouvés sous la couche picturale grâce à l'imagerie scientifique, en 2005 et en 2019 (site de la National Gallery). |

Les historiens de l'art présentent volontiers le travail de création de la part de Léonard de Vinci sur ses œuvres en général et sur La Vierge aux rochers en particulier comme extrêmement long : il dépend en effet d'un long processus de conception, car le peintre ne « saisit le pinceau qu'une fois son sujet maîtrisé, repensé, après avoir opéré une révolution en esprit ».
Néanmoins, le peintre fait encore preuve d'hésitations sur le chevalet. Ainsi, la version du Louvre est porteuse de nombreux repentirs révélés par l'imagerie scientifique : les plus significatifs concernent le regard de l'ange qui n'était initialement pas tourné vers le spectateur et surtout sa main qui ne désignait pas, dans un premier temps le petit Jésus.
Intervient ensuite le long processus de production, marqué par, en particulier, d'importants temps de séchage entre les nombreuses couches.
Enfin, l'analyse par imagerie scientifique réalisée en 2005 puis en 2019 sur la version londonienne de l'œuvre montre une intense hésitation sur la composition de cette nouvelle proposition : ainsi, dans un crayonné initial, l'ange enlaçait et couvait du regard l'enfant Jésus sur la partie droite du tableau ; de même, la position de la Vierge était différente du choix ultime. De fait, le maître choisit finalement de reprendre la composition utilisée quelques années plus tôt dans la version du Louvre, sans que les chercheurs sachent exactement pourquoi,.

## Analyse

### Composition

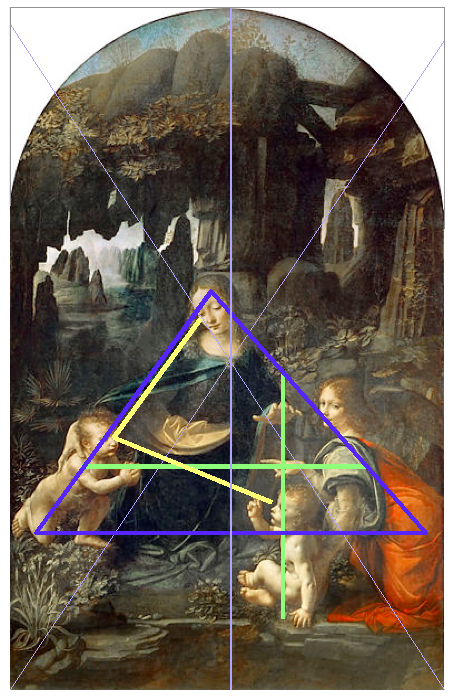
Composition de La Vierge aux rochers détenue par le musée du Louvre : en bleu, délimitations de la composition « en pyramide » ; en vert, croix résultant des liens entre les mains ; en jaune, regard des protagonistes.

La composition des deux versions de La Vierge aux rochers est dite en « pyramide » par les chercheurs qui la décrivent, une pyramide au sommet de laquelle se trouve la Vierge et dont les côtés sont soulignés par les gestes et regards de cette dernière : son bras droit qui entoure le buste du petit Jean et son bras gauche prolongé par le drapé dans le dos de l'ange,. De fait, le dernier sommet de la base de cette pyramide est constitué par l'œil du spectateur, dont le regard est au centre de la perspective.
Dans la première version, la composition de la scène se bâtit également sur le jeu des regards et des gestes qui induisent notamment deux lignes fortes : une verticale constituée des trois mains, du bas vers le haut, du petit Jésus, de l'ange et de la Vierge, et une horizontale construite par le doigt de l'ange pointé sur Jean. Il en résulte une croix participant du récit de l'œuvre,.
Les gestuelles et postures donnent une forte dynamique au tableau, comme c'est notamment le cas avec Marie dont la rotation du buste suit le mouvement du bras et du regard sur Jean en même temps qu'elle étend sa main gauche sur Jésus.
La Madone est placée vers le centre du tableau, et en particulier, son visage, qui est également le point de rencontre de plusieurs diagonales ; de même, la broche qu'elle porte est au centre géographique du tableau. Deux autres lignes convergent également vers Jean : les regards de Marie et de Jésus dans sa direction, ce dernier étant souligné par son geste de bénédiction,. La composition de cette première version semble donc rejeter la figure de Jésus à la périphérie du centre d'intérêt de l'œuvre. Par l'usage de ces éléments de composition, la volonté du peintre est donc bien de diriger l'attention du spectateur sur les figures de la Vierge et du petit saint Jean-Baptiste, ce qui conforte l'idée d'une création suivant l’Apocalypsis Nova d'Amadeo Mendes da Silva.
Dans une volonté manifeste de se conformer à la vision plus orthodoxe de la confrérie, Léonard de Vinci réarrange en profondeur mais de façon subtile la composition de la seconde version du tableau qui demeure pourtant grandement semblable à la première version. Les figures y sont agrandies au sein de la grotte et il élimine les geste et regard de l'ange : de fait, la composition acquiert, selon Alberto Angela, « un aspect plus monumental [que celle du Louvre], presque sculptural »  en même temps qu'elle réintègre la figure de Jésus au sein de la narration.
Enfin, plusieurs plans de profondeur agencent les deux œuvres : au troisième plan, le décor d'une grotte s'ouvre sur un paysage contenant une étendue d'eau et surmonté d'un ciel bleu. Devant, les quatre personnages habitent tous le même second plan. Dans la version du Louvre, c'est notamment à ce niveau que se trouve l'ange qui, par son regard, invite le spectateur à pénétrer dans la scène, et assure ainsi une transition entre l'intérieur et l'extérieur du tableau. Enfin, au premier plan, les tableaux présentent un gouffre présentant paradoxalement une césure entre la scène et le spectateur.

### Sfumato et couleurs: une œuvre révolutionnaire
La Vierge aux rochers est un tableau considéré comme révolutionnaire par nombre d'observateurs, notamment par les techniques de rendu de la lumière et des couleurs. En effet, le peintre choisit de faire abstraction des coloris les plus vifs qu'adoptaient volontiers ses devanciers primitifs. Ainsi choisit-il d'user de couleurs plus neutres et plus nuancées — couleurs pâles et tirant sur le gris, nuances d'ocres et de gris notamment —, conférant à l'œuvre une atmosphère crépusculaire. De plus, cette production joue sur les ombres et non sur le contour, selon ce que l'artiste théorisera par la suite sous le nom de « sfumato »,. L'invention de Léonard de Vinci « qui consiste à plonger la scène dans l'ombre », lui permet ainsi de rompre avec la production en vogue à Florence : le modelé léonardien au moyen des ombres et de la tonalité prend le pas sur le trait — le « sentiment » florentin. C'est ainsi qu'Eugène Müntz s'enthousiasme volontiers devant cette « science du modelé et […] du coloris » qui transparaît dans l'œuvre. Il en résulte une implication du spectateur que l'historienne de l'art Katy Blatt rapproche volontiers de l'expérience moderne de l'immersion en réalité virtuelle. En effet, le tableau possède la qualité jamais vue auparavant de le faire pénétrer dans la scène par le rendu du modelé tout à fait réaliste des chairs des personnages, de leurs vêtements ou de la matière composant les rochers et les autres éléments naturels, ainsi que par l'impression de profondeur dans le paysage rendu par la perspective aérienne mise en œuvre,. De plus, il convient d'appréhender l'environnement de l'œuvre : celle-ci est exposée au sein d'une chapelle qu'il faut volontiers imaginer obscure, éclairée par des bougies, et qu'il est possible de considérer comme le prolongement du décor caverneux dans lequel la scène est plongée.
Quant à la version londonienne, Léonard de Vinci procède selon un même contraste entre tons et lumières : mais là où la version du Louvre présentait des carnations aux couleurs chaudes s'opposant aux couleurs froides du fond, celle de Londres propose des carnations aux couleurs froides sur un fond porteur de couleurs chaudes, ce qui attribue au coloris « le tranchant du clair de lune. ». De fait, le tableau de la National Gallery confirme l'évolution technique et artistique du peintre : au même titre qu'il amende sa composition, Léonard y révise ses tonalités , et, finalement, cette évolution se traduisant par des couleurs plus vives, plus fluides et plus naturelles participe d'une narration renouvelée.

### Une représentation fidèle de la nature
Le tableau de La Vierge aux rochers, et notamment sa version du Louvre, est unanimement reconnu par les observateurs pour sa représentation fidèle, quasi-scientifique, de la nature. Il présente en effet un paysage fouillé qui respecte parfaitement l'implantation naturelle des éléments floraux selon la géologie, l'étagement et l'humidité qu'il est possible de trouver au sein d'une grotte,. Ainsi, les roches entourant les personnages sont tout à fait reconnaissables : diabase et grès formant un chaos granitique. Parmi les fleurs, il est possible d'identifier une ancolie commune (Aquilegia vulgaris), un gaillet, des cyclamens, une primevère, de l'Acanthe à feuilles molles, du millepertuis ainsi que des iris et de la polémoine bleue. La version de la National Gallery comporte d'autres plantes, telles l'ornithogale d’Arabie, connue sous le nom d'étoile de Bethléem, la pensée sauvage ou des feuilles de palmier. 

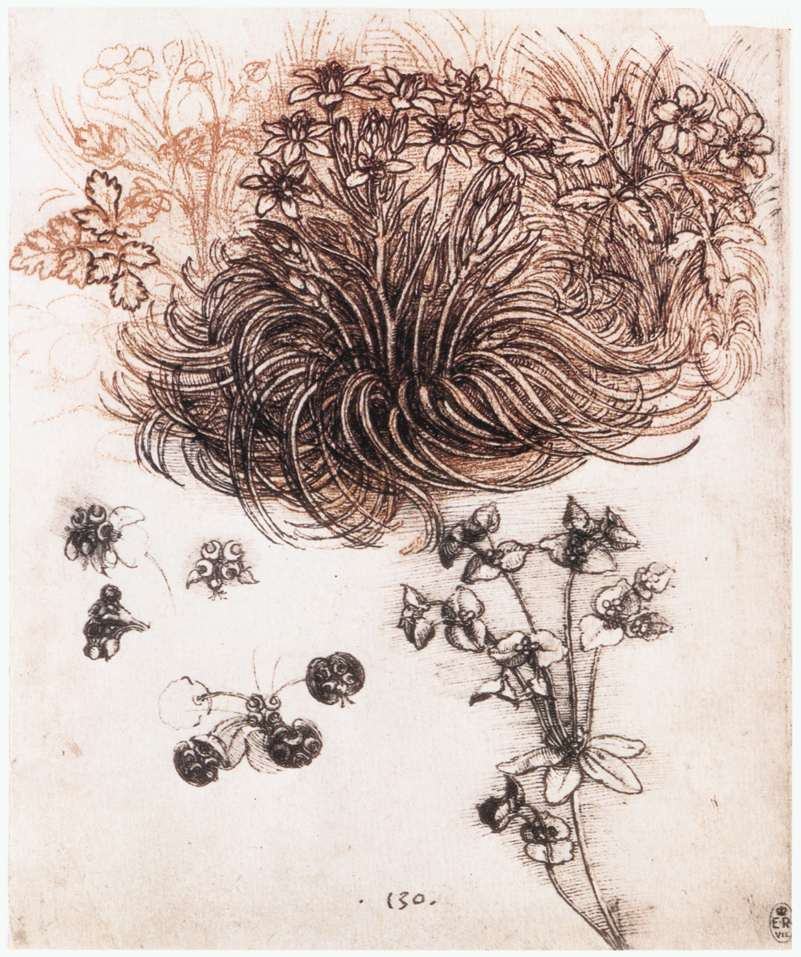
Un exemple d'étude pour plante postérieure à la création de l'œuvre, ici, en haut, de l'ornithogale d’Arabie dite aussi « étoile de Bethléem » et, en bas, une Euphorbia sp. (E. biumbellata), illustrant la précision à laquelle s'astreint le peintre (entre 1505 et 1507, mine et encre rouge sur papier, Londres, Royal Library).

Cette attention correspond en effet aux prescriptions du maître quant à la haute précision de la représentation de la nature à laquelle le peintre doit s'astreindre pour prétendre réussir son œuvre : « Peintre, tu devrais savoir que tu ne peux pas être bon si tu n'es pas un maître assez universel pour imiter avec ton art toute sorte de forme naturelle. »,. C'est ainsi que le biographe et historien de l'art presque contemporain de Léonard de Vinci, Giorgio Vasari, rapporte le soin avec lequel celui-ci dépeint les éléments naturels : « On confia à Léonard un carton d'après lequel on devait exécuter en Flandre une portière, tissée de soie et d'or, destinée au roi du Portugal. Ce carton représentait Adam et Ève dans le paradis terrestre, au moment de leur désobéissance. Léonard dessina en grisaille, et à la brosse, plusieurs animaux dans une prairie émaillée de mille fleurs, qu'il rendit avec une précision et une vérité inouïes. ». Ce goût proviendrait d'une vénération particulière de la part du peintre de la nature qu'il nomme volontiers « maître des maîtres ». Ces représentations sont issues de longues séances d'observations des plantes dans la région de Milan et dans les Alpes italiennes.
Néanmoins, la version de Londres contiendrait des plantes dont la représentation est inexacte ou qui n'existent simplement pas telle cette jonquille dont la fleur est conforme à la réalité  mais dont la plante qui la porte est morphologiquement inexacte. De fait, il s'agit d'un indicateur sur lequel s'appuient les chercheurs pour authentifier la version du Louvre et, à l'inverse, pour disqualifier une production d'une main entièrement léonardienne de la seconde version. C'est ce qu'affirme ainsi dans ses recherches récentes la géologue et historienne de l'art Ann Pizzorusso pour qui le contraste entre le réalisme et la précision de la version du Louvre et les inexactitudes de celle de Londres implique que Léonard de Vinci ne peut être l'auteur de cette dernière. De son côté, la National Gallery explique ces différences entre les deux tableaux par « des procédés totalement naturalistes pour donner au tableau [du Louvre] une saveur spirituelle », tandis que le moindre réalisme de la version londonienne correspondrait à « un monde idéal créé avant la création physique de notre propre cosmos imparfait. ».

### Narration

#### Partie de la narration commune aux deux versions

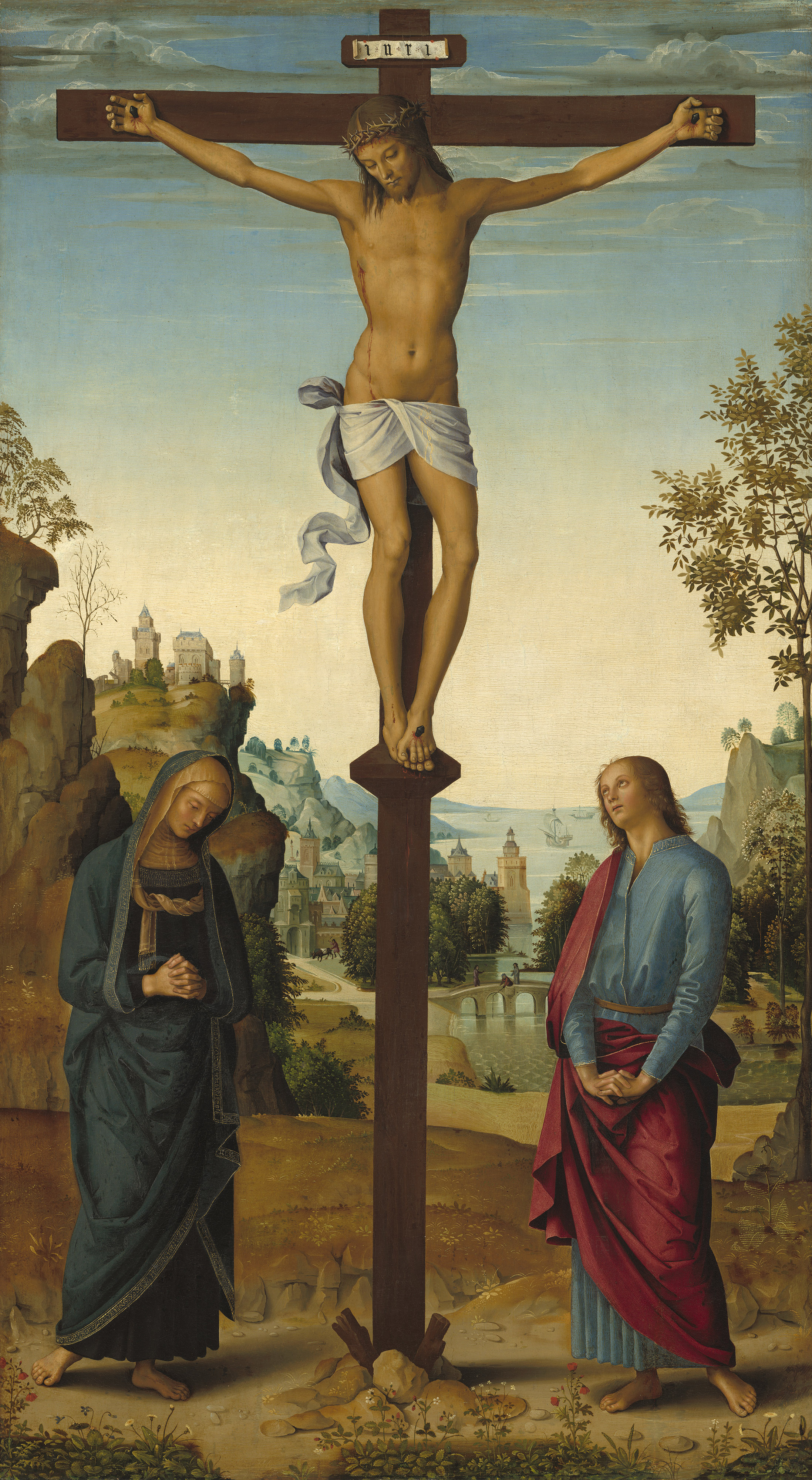
La Vierge aux rochers évoque entre-autres la Crucifixion du Christ (Le Pérugin, Crucifixion, vers 1482, Washington D.C., National Gallery of Art).

En cohérence avec les demandes faites dans le contrat par le commanditaire, le tableau narre ce moment où la Sainte Famille et celle de Jean se réfugient pour la nuit après leur rencontre dans le désert, lors de la Fuite en Égypte au moment du massacre des Innocents,,. Pour ce faire, le peintre insiste sur l'isolement des personnages, thème qui devient par là même dominant dans l'œuvre : cet isolement se manifeste notamment au travers de ce fond caverneux les entourant et ce précipice à leurs pieds.
Pour autant, un ensemble complexe de symboles et de métaphores dont les significations, parfaitement transparentes pour les plus cultivés des contemporains du peintre, ouvre à d'autres lectures possibles de La Vierge aux rochers,. Le tableau convoquerait ainsi le thème de l'Immaculée Conception, : le peintre attribue pour cela à la figure de la Vierge Marie une place prépondérante dans la composition, au centre du tableau et au sommet du triangle formé par les quatre personnages. Toute une symbolique florale se déploie alors dont le but est de souligner sa pureté et sa gloire : de l'ancolie « colombine » est représentée dans la version du Louvre, qui évoque la colombe du Saint-Esprit présente lors de l'Annonciation ; de même, dans la version de la National Gallery, de l'étoile de Bethléem apparaît, qui symbolise pureté et expiation, de même des feuilles de palmier sont visibles au niveau de la tête de Jean-Baptiste, qui, à la fois, se rapportent à Marie et constituent un symbole de victoire. Par ailleurs, la caverne et les montagnes aux roches façonnées et modelées par la nature confirment ces qualités mariales : les roches sont en effet comprises à cette époque comme la métaphore de Marie puisque celle-ci est considérée alors comme une « pierre scindée par une main non humaine » (en latin : lapis sine manu caesus, lapis abscissus de monte) et comme la « montagne éminente, intacte, cristalline et la cavité dans les montagnes » (en latin : montagna excelsa, intatta, cristallina, cavità nella montagna),. Enfin l'eau renverrait à la Vierge et à sa pureté, le latin « mare » étant alors parfois proposée par certains exégètes contemporains de Léonard de Vinci comme étymologie du nom « Marie ».
Le tableau constituerait enfin une réflexion sur le mystère de l’Incarnation et une évocation de la Passion future du Christ — même si dans la version du Louvre celui-ci semble quelque peu rejeté hors du centre d'intérêt du spectateur. Elle apparaîtrait en effet notamment à travers la représentation du personnage jambes croisées, les pieds posés l'un sur l'autre, évoquant ainsi l'image de la crucifixion. La présence d'un précipice aux pieds des personnages semble augurer le drame à venir. Cela apparaît formellement dans l'œuvre du Louvre à travers la croix formée par le geste horizontal de l'ange et la ligne verticale formée par les mains de la Vierge, l'ange et Jésus,. La présence de la figure de Jean tend dès lors à confirmer cette lecture : en tant que Précurseur du Messie, il est celui qui entrevoit déjà la Passion que vivra son compagnon.

#### Une mise en avant de la figure de Jean dans la version du Louvre

La figure de Jean le Baptiste demeure encore une source d'inspiration pour Léonard de Vinci des années après La Vierge aux rochers (Léonard de Vinci, Saint Jean Baptiste, 1513-1516, Paris, musée du Louvre, inv. 775).

Les chercheurs s'accordent : le tableau est censé illustrer le mystère de l'Immaculée Conception. Cela explique pourquoi la figure de Marie est prépondérante au sein de la composition,. Néanmoins, tous observent également que, dans la version du Louvre, la figure de Jean prend le pas sur celle de Jésus : par l'usage des éléments de composition, d'abord, en décentrant la figure de ce dernier et en le plaçant plus bas que Jean ; par le geste explicite de l'ange également qui désigne du doigt le petit Jean,. À l'inverse, plusieurs symboles renforcent l'importance de ce dernier comme le millepertuis représenté à ses pieds et dont les petits points rouges sur les pétales jaunes symbolisent le sang de sa tête tranchée. De fait, cette figure est à tel point centrale que la National Gallery affirme que la version parisienne  de La Vierge aux Rochers ne s'intéresserait pas tant au thème de l'Immaculée Conception qu'au seul Jean, dont les légendes entourant la figure sont alors très populaires à Florence.
Derrière la représentation du mystère de l'Immaculée Conception, c'est donc peut-être une autre histoire que le peintre narre et au centre de laquelle se situe Jean le Baptiste : en effet, l'objet du tableau consisterait à placer le commanditaire — la confrérie de l'Immaculée Conception — sous la protection de la Vierge par un système complexe de mise en abyme. Le geste protecteur de la Vierge lorsqu'elle étend sa main droite au-dessus de la tête de Jean est à ce titre explicite ; de même que le fait d'envelopper ce dernier sous le manteau marial,. Le choix, enfin, de placer la rencontre des deux familles dans le refuge fermé et enveloppant de la grotte confirme cette idée de protection.
La Vierge protège donc Jean le Baptiste. Or l'ordre franciscain considère qu'il existe un très fort lien entre le fondateur de l'ordre, saint François d'Assise, et le compagnon de Jésus, souvent qualifié de « vieux François » par les membres de l'ordre : en effet, dans ses écrits, François se dit inspiré par Jean-Baptiste et les deux hommes sont liés par la même symbolique de la montagne et du désert. De fait, à travers Jean, c'est François d'Assise et l'ordre qu'il a fondé qui sont placés sous la protection de la Vierge : par voie de conséquence, la confrérie de l'Immaculée Conception — émanation de l'ordre franciscain — expose au moyen du tableau de La Vierge aux rochers sa volonté de se placer sous le patronage de la Vierge Marie qu'elle vénère particulièrement.
Pourtant, malgré cette représentation qui lui est favorable, la confrérie rejette l'œuvre, car elle la juge hétérodoxe : Léonard de Vinci est allé trop loin dans la mise à l'écart de la figure de Jésus ; il se serait trop conformé à l'esprit de l'ouvrage gnostique l’Apocalypsis Nova selon lequel la finalité du Nouveau Testament conduirait non pas à Jésus mais à Marie et Jean le Baptiste.

## Postérité

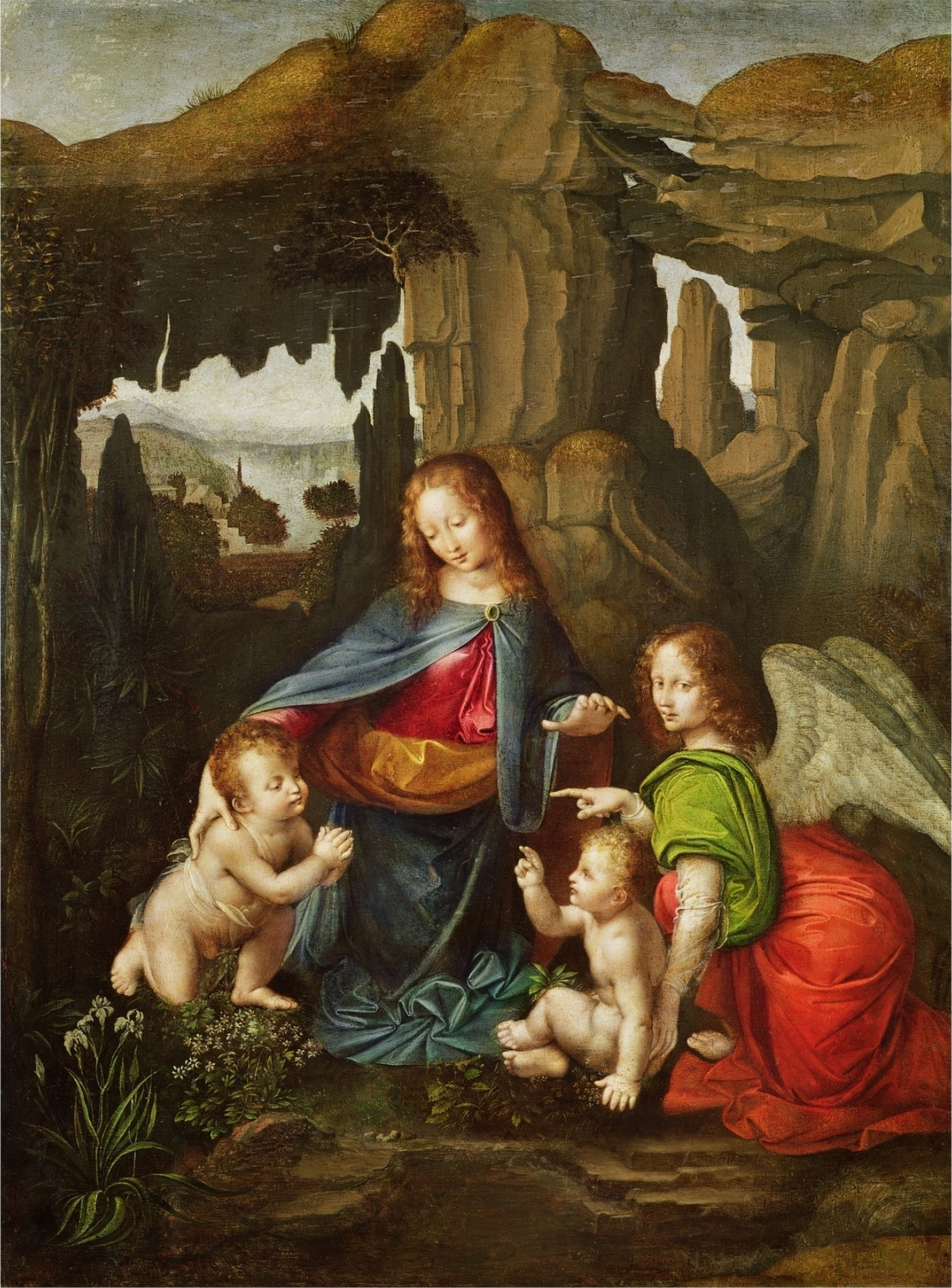
Copie de la version du Louvre par un suiveur anonyme de Léonard de Vinci postérieure à 1501 (62 × 45,8 cm, Caen, musée des beaux-arts).
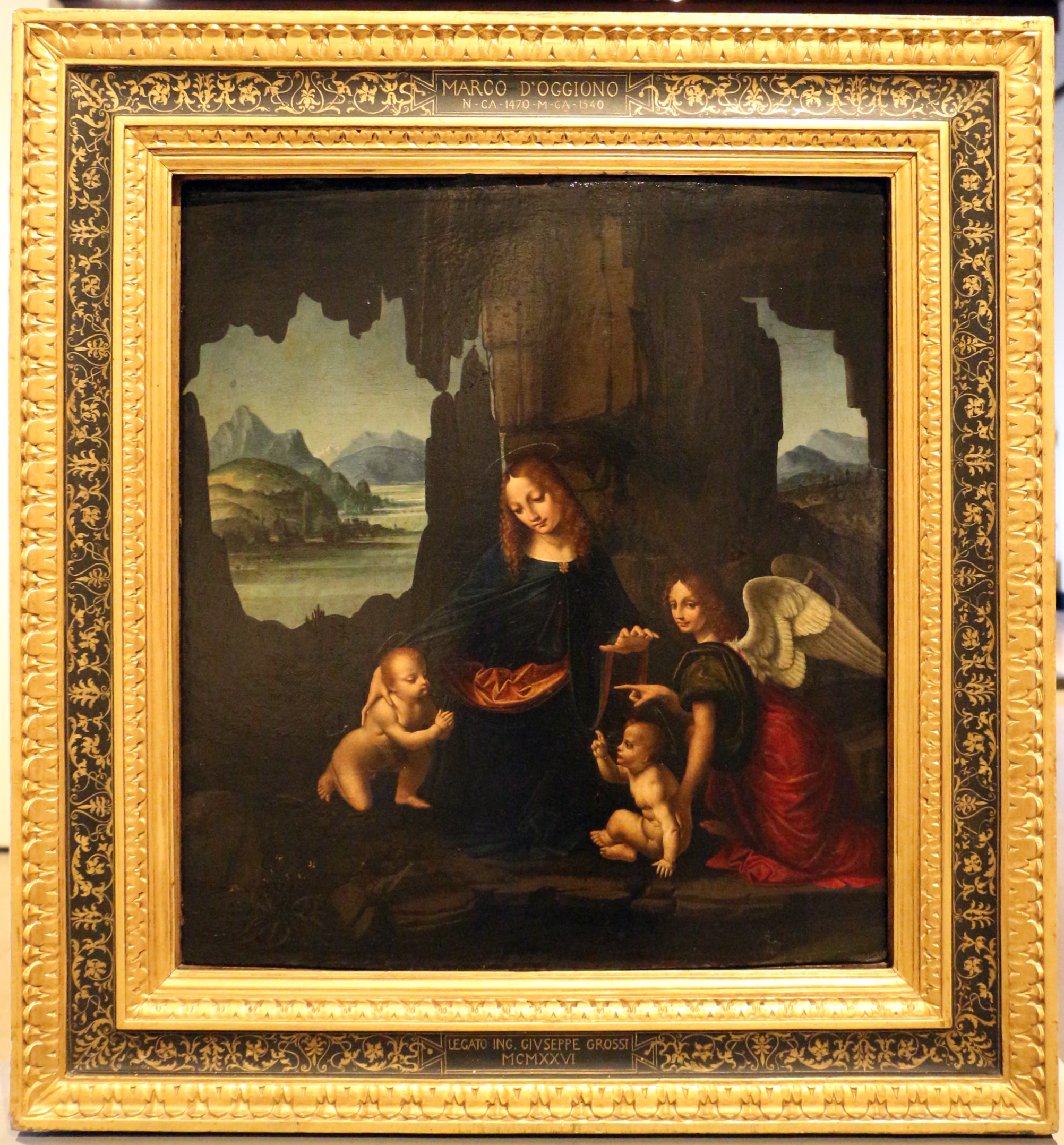
Une copie de la version du Louvre réalisée ici par Marco d'Oggiono vers 1510 (54 × 48,5 cm, Milan, Pinacothèque du château des Sforza).
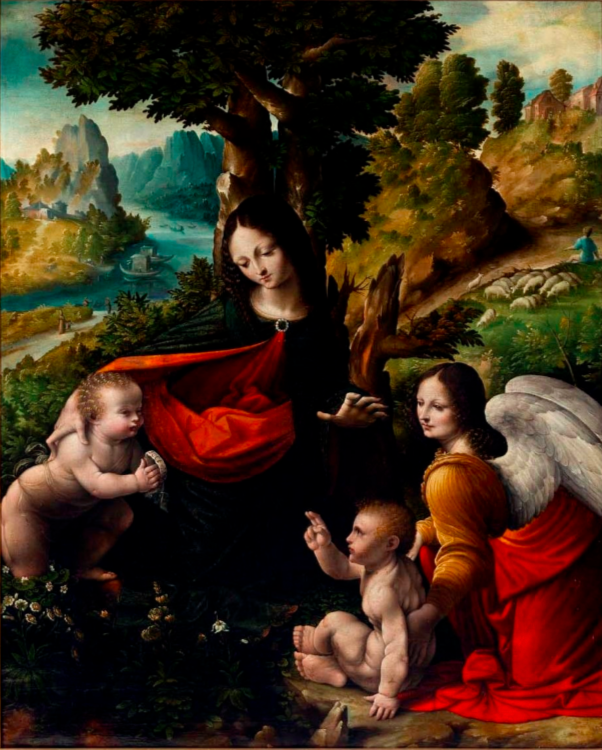
La Vierge aux rochers de Cesare Magni (version de Londres), entre 1520 et 1525 (82 × 72 cm, Naples, musée de Capodimonte).
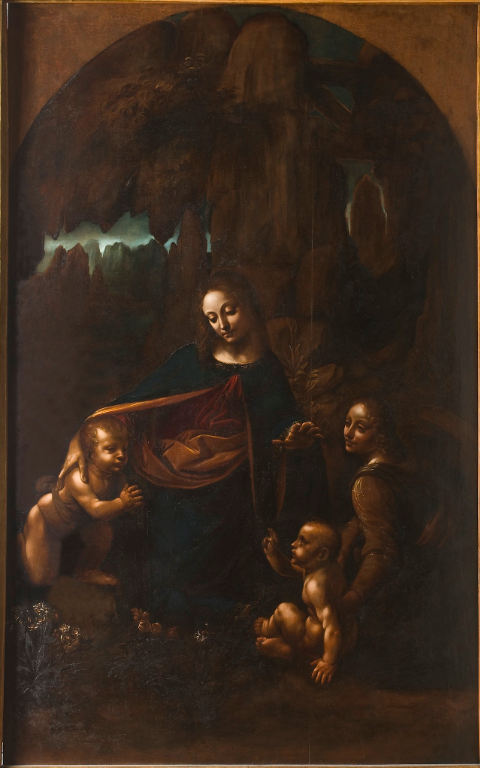
Copie de la version de Londres par Andrea Bianchi, entre 1611 et 1614 (Milan, pinacothèque Ambrosienne).

L'œuvre est reconnue dès sa création comme novatrice. En effet, « la manière dont Léonard crée des personnages en totale fusion avec la nature et une profondeur d'espace et d'atmosphère insondable […] est tout à fait révolutionnaire » et constitue donc une source d'inspiration selon l'historien de l'art Pietro Marani. Elle fait ainsi rapidement l'objet de copies, du vivant même du maître. De fait, dès le tournant des années 1500, il est possible d'en compter une douzaine réalisées à partir de la première version dont une réalisée vers 1510 par un élève du peintre, Marco d'Oggiono. Peu de temps après, c'est au tour de la seconde version d'être ainsi copiée, comme le fait entre 1520 et 1525 le peintre lombard léonardesque Cesare Magni. Celle d'Andrea Bianchi dit « il Vespino » datée vers 1611-1614 possède le grand intérêt — son commanditaire ayant exigé la copie exacte du tableau — de reproduire cette version sans présenter de croix et d'auréoles : cela autorise à penser que la représentation de ces attributs serait un ajout postérieur au XVIIe siècle. Des copies sont également créées sur des supports différents comme ce devant d'autel brodé pour le mont sacré du Rosaire (en italien : Sacro Monte) de Varèse.

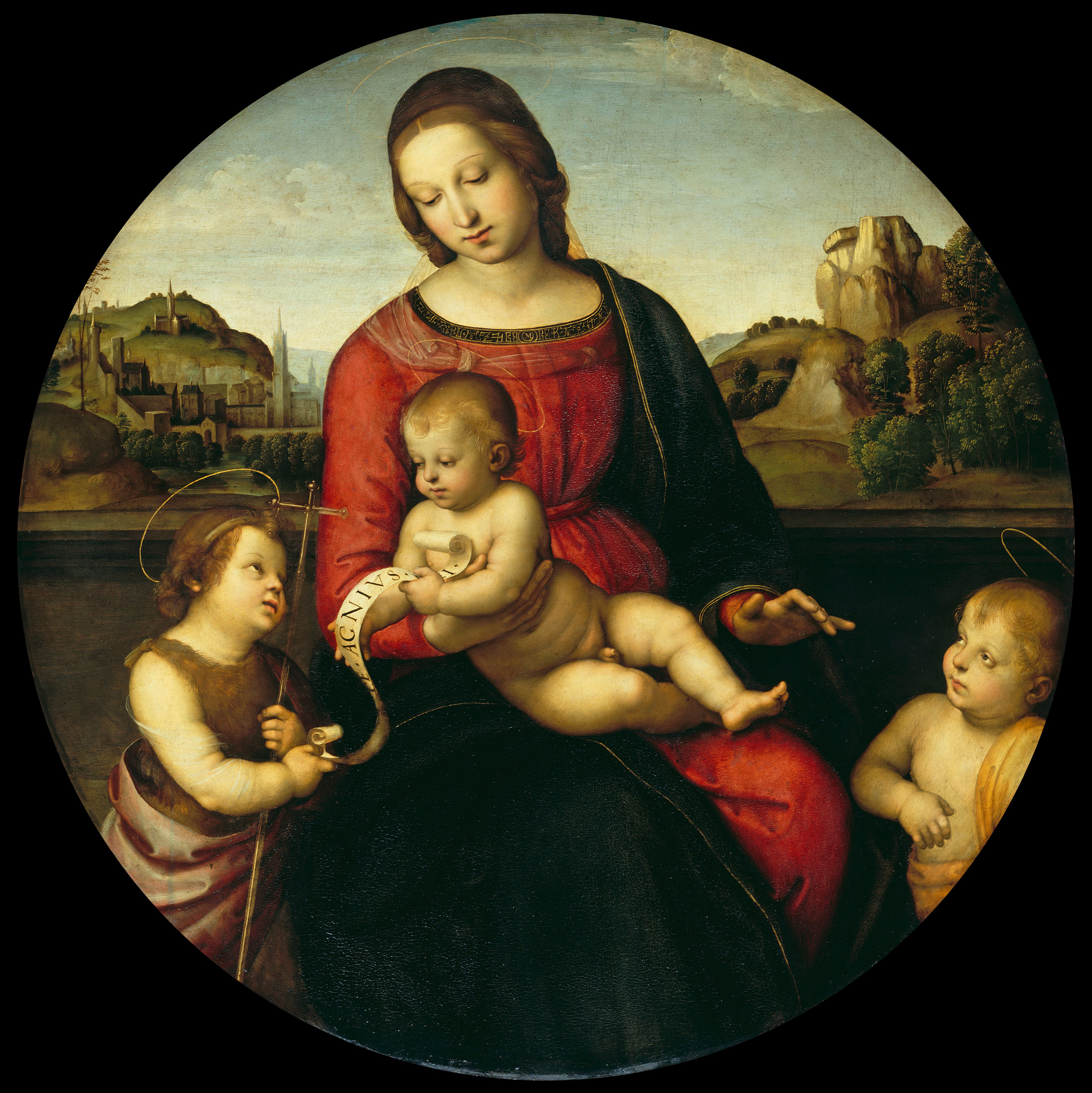
La Vierge aux rochers a servi de modèle par sa composition pyramidale à Raphaël (La Madone Terranuova, 1505, Allemagne, Berlin, Gemäldegalerie, inv.247A).
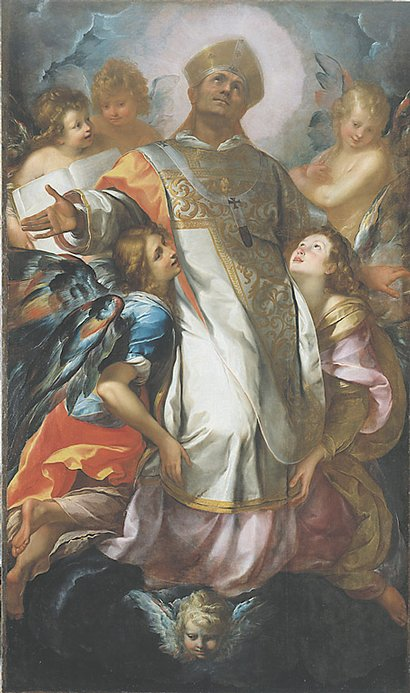
L'attitude de l'ange en haut à droite dans La gloire de Saint Charles Borromée de Giulio Cesare Procaccini s'inspire de l'Uriel de Léonard (entre 1609 et 1612, Milan, pinacothèque de Brera).
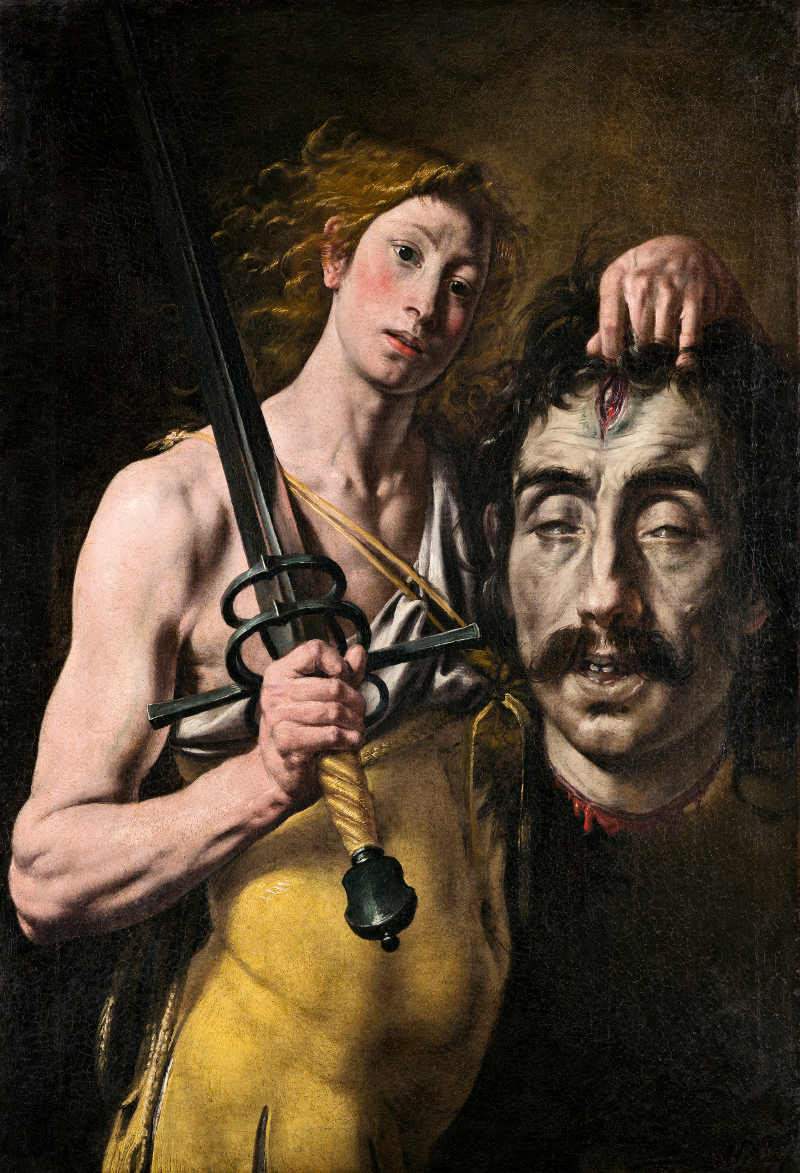
Même évocation du visage d'Uriel dans ce tableau de Tanzio da Varallo, David et la tête de Goliath, datant d'entre 1617 et 1624 (Varallo Sesia, Pinacothèque de Varallo).

Par delà les nombreuses copies dont l'œuvre fait l'objet, La Vierge aux rochers constitue une source d'inspiration pour d'autres peintres dans leurs œuvres. Ainsi, la composition en pyramide qu'elle déploie est reprise par Raphaël dans plusieurs de ses tableaux. Par ailleurs, elle sert de modèle dans le livre d'heures destiné à la reine Claude de France pour une miniature présentant des personnages proches et ayant pour décor une grotte. L'œuvre inspire par les attitudes de ses personnages, tel un des anges de La gloire de Saint Charles Borromée (entre 1609 et 1612) du peintre Giulio Cesare Procaccini dont le sourire ambigu n'est pas sans évoquer celui du tableau du Louvre ; le port de tête de ce dernier se retrouve également chez le David vainqueur du géant Goliath dans David et la tête de Goliath du peintre Tanzio da Varallo. De plus, les recherches concernant le rendu minutieux et biologiquement exact des plantes sur le tableau possèdent une influence certaine sur la représentation de la nature en tant que domaine pictural autonome. L'inspiration qu'elle produit se situe parfois en dehors du domaine de la peinture : ainsi la version de Paris suscite ce quatrain chez Charles Baudelaire :
Léonard de Vinci, miroir profond et sombre,

Où des anges charmants, avec un doux souris

Tout chargé de mystère, apparaissent à l'ombre

Des glaciers et des pins qui ferment leur pays
— Charles Baudelaire, Les Fleurs du mal, Les phares
Enfin, l'œuvre constitue un jalon certain de la création artistique dans le sens où, pour la première fois dans l'histoire de l'art, un peintre parvient à arracher de sa finalité sacrée une peinture religieuse pour la faire entrer dans la modernité où domine le seul jugement artistique et esthétique.

### Appréciations
Le tableau fait partie du musée imaginaire de l'historien français Paul Veyne, qui le décrit dans son ouvrage justement intitulé Mon musée imaginaire.